# Liste des chapitres de Ippo
Cet article est un complément de l’article sur le manga Ippo. Il contient la liste des volumes du manga parus en presse à partir du tome 1, avec les chapitres qu’ils contiennent. La parution française est décomposée en plusieurs saisons.

## Volumes reliés

### Saison 1: La rage de vaincre
| no | Japonais          | Japonais          | Français          | Français          |
| no | Date de sortie    | ISBN              | Date de sortie    | ISBN              |
| --- | ----------------- | ----------------- | ----------------- | ----------------- |
| 1 | 17 février 1990   | 978-4-06-311532-1 | 13 septembre 2007 | 978-2-351-42206-9 |
| Liste des chapitres : - Chapitre 1 : Le premier pas (はじめの一歩, Hajime no Ippo) - Chapitre 2 : Opération tortue (カメ作戦, Kame Sakusen) - Chapitre 3 : Position de combat (ファイティング·ポーズ, Faiting Pōzu) - Chapitre 4 : Larmes de joie (うれし涙, Ureshi Namida) - Chapitre 5 : L'uppercut de 1965 (１９６５年のアッパーカット, 1965 nen no appākatto) - Chapitre 6 : Shadow Boxing (シャドーボクシング, Shadō Bokushingu) - Chapitre 7 : Le technicien (テクニシャン, Tekunishan) |                   |                   |                   |                   |
| 2 | 17 mars 1990      | 978-4-06-311543-7 | 13 septembre 2007 | 978-2-351-42207-6 |
| Liste des chapitres : - Chapitre 8 : Les brimades du président (会長のしごき, Kaichō no Shigoki) - Chapitre 9 : Le gong de la revanche (再戦のゴング, Saisen no Gongu) - Chapitre 10 : Attaque à outrance (勇気ある前進, Yūki Aru Zenshin) - Chapitre 11 : Coup de chance (チャンス！！, Chansu!!) - Chapitre 12 : Occasion manquée (やり残したこと, Yarinokoshita Koto) - Chapitre 13 : À un centimètre près (１ｃｍの破壊力, 1 senchimētoru no Hakairyoku) - Chapitre 14 : Le régime Takamura (鷹村のメニュー, Takamura no Menyū) - Chapitre 15 : Trois poids plume (３人のフェザー級, San-jin no Fezā kyū) |                   |                   |                   |                   |
| 3 | 17 mai 1990       | 978-4-06-311566-6 | 13 septembre 2007 | 978-2-351-42208-3 |
| Liste des chapitres : - Chapitre 16 : La licence C (Ｃ級ライセンス, C-Kyō Raisensu) - Chapitre 17 : Le bouffon (根性なし, Konjō nashi) - Chapitre 18 : Le short de maman (手作りのトランクス, Tezukuri no torankusu) - Chapitre 19 : Les débuts (デビュー, Debyū) - Chapitre 20 : Mon Dieu ! (神様！！, Kami-sama!!) - Chapitre 21 : Arrêt du médecin !? (ドクターストップ！？, Dokutā Sutoppu!?) - Chapitre 22 : Gaucher improvisé (突然、サウスポー, Totsuzen, Sausupō) - Chapitre 23 : Les fruits de la victoire (初勝利の味, Hatsu shōri no aji) - Chapitre 24 : Peek-a-boo (ピーカブー, Pīkabū) |                   |                   |                   |                   |
| 4 | 17 août 1990      | 978-4-06-311591-8 | 8 novembre 2007   | 978-2-351-42209-0 |
| Liste des chapitres : - Chapitre 25 : Exprès (故意, Koi) - Chapitre 26 : Mon pote (ダチ, Dachi) - Chapitre 27 : Nom de ring (リングネーム, Ringu Nēmu) - Chapitre 28 : Le boxeur noir (黒人ボクサー, Kokujin Bokusā) - Chapitre 29 : Crochet mortel (殺人フック, Satsujin Fukku) - Chapitre 30 : Ouverture du Tournoi Espoir (新人王戦開幕, Shinjin ō sen kaimaku) - Chapitre 31 : Prendre les devants (先手必勝, Sente hisshō) - Chapitre 32 : Arrête Ozma !! (オズマを止めろ！！, Ozuma o tomero!!) - Chapitre 33 : Ça fait mal ? (きいてるｏｒきいてない？, Kīteru ōru kīte nai?) |                   |                   |                   |                   |
| 5 | 17 octobre 1990   | 978-4-06-311608-3 | 13 décembre 2007  | 978-2-351-42221-2 |
| Liste des chapitres : - Chapitre 34 : Décompte final (カウント９, Kaunto 9) - Chapitre 35 : Honneur au vaincu (敗者へのアプローズ, Haisha e no apurōzu) - Chapitre 36 : Parfum (シャンプー, Shanpū) - Chapitre 37 : Motivation (ハッスル, Hassuru) - Chapitre 38 : La 1re série (第一シード, Dai-ichi Shīdo) - Chapitre 39 : Ippo à la plage () - Chapitre 40 : Stage d'entraînement (合宿, Gasshuku) - Chapitre 41 : Le secret de la pointe du pied (足の裏の秘密, Ashi no ura no himitsu) - Chapitre 42 : Vœux d'étoiles filantes (星に願いを, Hoshi ni negai o) |                   |                   |                   |                   |
| 6 | 14 décembre 1990  | 978-4-06-311625-0 | 10 janvier 2008   | 978-2-351-42222-9 |
| Liste des chapitres : - Chapitre 43 : Les carnets secrets de la victoire (○秘攻略メモ, Maru Hi kōrya ku memo) - Chapitre 44 : Faible mais champion (非力なチャンピオン, Hiriki na chanpion) - Chapitre 45 : Accrochage (クリンチ, Kurinchu) - Chapitre 46 : Tourner à vide (カラ回り, Kara mawari) - Chapitre 47 : Piège dévoilé (明かされた作戦, Akasare ta sakusen) - Chapitre 48 : Douce tentation (甘く危険な誘惑, Amaku kiken na yūwaku) - Chapitre 49 : Rêve brisé (見果てぬ夢, Miha tenu yume) - Chapitre 50 : Combat pour le titre (日本ミドル級タイトルマッチ, Nihon Midoru Kyū Taitoru Matchi) - Chapitre 51 : La vengeance du challenger (挑戦者の逆襲, Chōsen sha no gyakushū)                                     |                   |                   |                   |                   |
| 7 | 16 février 1991   | 978-4-06-311641-0 | 14 février 2008   | 978-2-351-42223-6 |
| Liste des chapitres : - Chapitre 52 : Orientation scolaire (進路相談, Shinro sōdan) - Chapitre 53 : Le tueur d'in-fighters (インファイター殺し, Infaitā goroshi) - Chapitre 54 : La menace du Shotgun (ショットガンの脅威, Shottogan no kyōi) - Chapitre 55 : La star (人気者, Ninki sha) - Chapitre 56 : Le vrai visage du surdoué (天才の素顔, Tensai no sugao) - Chapitre 57 : Pari sur l'outsider (万馬券, Man baken) - Chapitre 58 : La demi-finale du Tournoi Espoirs (東日本新人王準決勝, Higashi Nihon shinjin ō junkesshō) - Chapitre 59 : Attaque imprévue (予定外, Yotei gai) - Chapitre 60 : Le principe du moulin à vent (風車の理論, Kazaguruma no riron)                                                        |                   |                   |                   |                   |
| 8 | 17 avril 1991     | 978-4-06-311658-8 | 13 mars 2008      | 978-2-351-42224-3 |
| Liste des chapitres : - Chapitre 61 : Approcher à tout prix ! (猪のように前へ！！, Inoshishi no yō ni mae e!!) - Chapitre 62 : Défense dans les cordes (ロープ際の攻防, Rōpu giwa no kōbō) - Chapitre 63 : Un résultat inattendu (番狂わせか！？, Bankuruwase ka!?) - Chapitre 64 : La défaite du surdoué (天才の敗因, Tensai no haīn) - Chapitre 65 : Jour de repos (久しぶりの休養日, Hisashiburi no kyūyō bi) - Chapitre 66 : L'autre demi-finale (もうひとつの準決勝, Mō hitotsu no junkesshō) - Chapitre 67 : Hitman (ヒットマン, Hittoman) - Chapitre 68 : J'ai un rendez-vous (あいつが待ってる, Aitsu ga matteru) - Chapitre 69 : Faux pas (リングシューズ, Ringu Shūzu)                                               |                   |                   |                   |                   |
| 9 | 17 juillet 1991   | 978-4-06-311690-8 | 10 avril 2008     | 978-2-351-42225-0 |
| Liste des chapitres : - Chapitre 70 : Comme un oiseau sans ailes (翼をもがれた鳥, Tsubasa o mogare ta tori) - Chapitre 71 : Combattre sur un seul pied (片足だけのファイト, Katāshi dake no faito) - Chapitre 72 : Message personnel (伝言, Dengon) - Chapitre 73 : Rêve brisé (失われた目標, Ushinaware ta mokuhyō) - Chapitre 74 : Héros dramatique (悲劇の主人公, Higeki no shujinkō) - Chapitre 75 : Mashiba, frère et sœur (間柴兄妹, Mashiba-kyōdai) - Chapitre 76 : Une différence de 20 cm (２０ｃｍの距離, 20 senchimētoru no kyori) - Chapitre 77 : L'entraînement des poings (拳解禁, Kobushi kaikin zu) - Chapitre 78 : La finale du Tournoi Espoirs Japon-Est (東日本新人王決勝, Higashi Nippon shinjin ō kesshō) |                   |                   |                   |                   |
| 10 | 17 septembre 1991 | 978-4-06-311708-0 | 15 mai 2008       | 978-2-351-42226-7 |
| Liste des chapitres : - Chapitre 79 : Hitman contre Peekaboo (ヒットマンＶＳピーカーブー, Hittoman VS Pīkābū) - Chapitre 80 : Malgré sa puissance (こんなに強いのに, Konnani tsuyoi noni) - Chapitre 81 : Craquement sinistre (不気味な呟き, Bukimi na tsubuyaki) - Chapitre 82 : À s'en briser les poings (拳が砕けようとも, Kobushi ga kudakeyo u tomo) - Chapitre 83 : Un bras en moins (落ちた左腕, Ochi ta sawan) - Chapitre 84 : De toute sa hauteur (間柴仁王立ち, Mashiba niō dachi) - Chapitre 85 : Incroyable motivation (脅威のねばり, Kyōi no nebari) - Chapitre 86 : Le retour du Hitman ? (甦るヒットマン, Yomigaeru Hittoman) - Chapitre 87 : L'instant du triomphe (栄光の一歩, Eikō no Ippo)                  |                   |                   |                   |                   |
| 11 | 13 décembre 1991  | 978-4-06-311730-1 | 12 juin 2008      | 978-2-351-42227-4 |
| Liste des chapitres : - Chapitre 88 : Amoureux d'Ippo (一歩の恋人, Ippo no koibito) - Chapitre 89 : J'aime me battre (どつき合いが好き！！, Do tsukiai ga suki!!) - Chapitre 90 : Sparring téméraire (無謀なスパーリング, Mubō na supāringu) - Chapitre 91 : Souvenir de Tokyo (東京スーベニール, Tōkyō Sūbenīru) - Chapitre 92 : Médecin d'enfer (スーパードクターＹ, Sūpā Dokutā Y) - Chapitre 93 : Entraînement intéressant (おいしい練習, Oishī renshū) - Chapitre 94 : La star d'Osaka (大阪の星, Ōsaka no hoshi) - Chapitre 95 : Obstacle imprévu (予期せぬ敵, Yoki se nu teki) - Chapitre 96 : Inquiétude (不安をひきずって・・・, Fuan o hikizutte…)                                                                   |                   |                   |                   |                   |
| 12 | 17 février 1992   | 978-4-06-311754-7 | 3 juillet 2008    | 978-2-351-42228-1 |
| Liste des chapitres : - Chapitre 97 : La piqûre (注射, Chūsha) - Chapitre 98 : Présence écrasante (圧倒的存在感, Attōteki sonzai kan) - Chapitre 99 : La domination de Sendô (押しまくる千堂, Oshimakuru Sendō) - Chapitre 100 : Le réveil du poing droit (目覚めた右拳, Mezame ta migi ken) - Chapitre 101 : Smash renforcé (改良型スマッシュ, Kairyō gata sumasshu) - Chapitre 102 : La même phrase (あの時の言葉, Ano toki no kotoba) - Chapitre 103 : Une légère différence (似て非なるもの, Ni te hi naru mono) - Chapitre 104 : Étendu de tout son long (千堂、大の字, Sendō, dainoji) - Chapitre 105 : La raclée (メッタ打ち, Metta uchi)                                                                               |                   |                   |                   |                   |
| 13 | 16 mai 1992       | 978-4-06-311783-7 | 21 août 2008      | 978-2-351-42229-8 |
| Liste des chapitres : - Chapitre 106 : Les soigneurs dehors ! (セコンドアウト, Sekondo Auto) - Chapitre 107 : Champion espoir (全日本新人王戦決着, Zen Nihon shinjin ō sen kecchaku) - Chapitre 108 : Une soirée étrange (波乱の祝勝会, Haran no shukushō kai) - Chapitre 109 : Remise des diplômes (卒業, Sotsugyō) - Chapitre 110 : L'accueil des nouveaux (後輩ができた！？, Kōhai ga deki ta!?) - Chapitre 111 : Rencontre avec le champion (チャンプとの遭遇, Chanpu to no sōgū) - Chapitre 112 : Plus que neuf (間に９人, Ma ni kyū-nin) - Chapitre 113 : Quand ton poing sera guéri (拳が直ったら, Kobushi ga naottara) - Chapitre 114 : Tester tes limites (胸を借りる, Mune o kariru)                                 |                   |                   |                   |                   |
| 14 | 8 août 1992       | 978-4-06-311814-8 | 11 septembre 2008 | 978-2-351-42230-4 |
| Liste des chapitres : - Chapitre 115 : Retrouver le sens du combat (試合のカンを取り戻せ, Shiai no kan o torimodose) - Chapitre 116 : Le punch magique (魔法のパンチ, Mahō no panchi) - Chapitre 117 : La vraie nature de la magie (魔法の正体, Mahō no shōtai) - Chapitre 118 : Le champion des nazes (最強のイジメられっ子, Saikyō no ijime rarekko) - Chapitre 119 : Jalousie (ジェラシー, Jerashī) - Chapitre 120 : La bataille des champions Espoirs (新旧新人王対決, Shinkyū shinjin ō taiketsu) - Chapitre 121 : Tire-bouchon (コークスクリュー, Kōku Sukuryū) - Chapitre 122 : Style de rêve (憧れのスタイル, Akogare no sutairu) - Chapitre 123 : La fierté d'Okita (沖田の執着心, Okita no shūchakushin)             |                   |                   |                   |                   |
| 15 | 17 octobre 1992   | 978-4-06-311830-8 | 9 octobre 2008    | 978-2-351-42231-1 |
| Liste des chapitres : - Chapitre 124 : Celui qui veut surpasser (追い抜こうとする者, Oinuko u to suru mono) - Chapitre 125 : L'exil de Miyata (宮田の再起, Miyata no saiki) - Chapitre 126 : Un contre ultime (カウンターを超えるもの, Kauntā o koeru mono) - Chapitre 127 : L'homme qui ne sourit jamais (笑わない男, Warawa nai otoko) - Chapitre 128 : Perdant à 30 contre 1 (３０対１の賭け率, 30 tai 1 no kake ritsu) - Chapitre 129 : Le jolt () - Chapitre 130 : La tempête (スコール, Sukōru) - Chapitre 131 : Un sourire unique (たった一度のＳｍｉｌｅ, Tatta ichi do no Smile) - Chapitre 132 : Starlette en visite (アイドル訪問, Aidoru hōmon)                                                                    |                   |                   |                   |                   |
| 16 | 14 décembre 1992  | 978-4-06-311851-3 | 13 novembre 2008  | 978-2-351-42232-8 |
| Liste des chapitres : - Chapitre 133 : Vas-y Geromichi !! (がんばれ！ゲロ道, Ganbare! Gero dō) - Chapitre 134 : Tournoi de boxeurs classe A (Ａ級ボクサートーナメント, A kyū bokusā tōnamento) - Chapitre 135 : Je suis désolé (ごめんなさい, Gomennasai) - Chapitre 136 : Arrêter ou ne pas arrêter ? (やめる、やめない！？, Yameru, yame nai!?) - Chapitre 137 : Accueil musclé (ウエルカム·パンチ, Uerukamu Panchi) - Chapitre 138 : Tactique en musique (ＢＧＭ作戦, BGM sakusen) - Chapitre 139 : Boxeur promoteur (戦う広告塔, Tatakau kōkokutō) - Chapitre 140 : Puissance VS Rapidité (最強の拳ＶＳ最速の男, Saikyō no kobushi VS saisoku no otoko) - Chapitre 141 : Accélération (加速する男, Kasoku suru otoko)      |                   |                   |                   |                   |
| 17 | 17 mars 1993      | 978-4-06-311881-0 | 11 décembre 2008  | 978-2-351-42233-5 |
| Liste des chapitres : - Chapitre 142 : Les poings et pieds… - Chapitre 143 : Pour ceux qui m'ont soutenu - Chapitre 144 : Zone de sécurité - Chapitre 145 : Un dommage appelé peur - Chapitre 146 : Tu ne dois pas tomber ! - Chapitre 147 : White Fang - Chapitre 148 : Ma chanson préférée - Chapitre 149 : Le trésor de Geromichi - Chapitre 150 : Le Liver Blow des larmes |                   |                   |                   |                   |
| 18 | 17 juin 1993      | 978-4-06-311909-1 | 15 janvier 2009   | 978-2-351-42234-2 |
| Liste des chapitres : - Chapitre 151 : Cri de guerre - Chapitre 152 : La lumière et l'ombre… - Chapitre 153 : Un soupçon de colère - Chapitre 154 : Je veux être une gazelle - Chapitre 155 : Gazelle Punch - Chapitre 156 : Dépression d'un artiste - Chapitre 157 : Soupe chaude - Chapitre 158 : La veille de la finale… - Chapitre 159 : Bête en cage |                   |                   |                   |                   |
| 19 | 17 août 1993      | 978-4-06-311927-5 | 12 février 2009   | 978-2-351-42235-9 |
| Liste des chapitres : - Chapitre 160 : La fuite impossible - Chapitre 161 : Le loup qui était trop gentil - Chapitre 162 : La chasse commence - Chapitre 163 : Croire - Chapitre 164 : La gazelle désespérée - Chapitre 165 : Ce qui se trouve en avant - Chapitre 166 : Le talent de se surpasser - Chapitre 167 : Une résolution prise dans… - Chapitre 168 : L'éternelle guerre d'usure - Chapitre 169 : Le vainqueur sur une civière |                   |                   |                   |                   |
| 20 | 17 novembre 1993  | 978-4-06-311956-5 | 12 mars 2009      | 978-2-351-42236-6 |
| Liste des chapitres : - Chapitre 170 : Une pomme - Chapitre 171 : Entre rendez-vous et être un… - Chapitre 172 : L'effrayant frère - Chapitre 173 : Festival - Chapitre 174 : Un pense-bête lancinant - Chapitre 175 : Le cauchemar de Mexico - Chapitre 176 : Redevenir soi-même - Chapitre 177 : La puissance d'un champion - Chapitre 178 : Les poings du champion |                   |                   |                   |                   |
| 21 | 17 janvier 1994   | 978-4-06-311975-6 | 9 avril 2009      | 978-2-351-42237-3 |
| Liste des chapitres : - Chapitre 179 : Réception de sentiments - Chapitre 180 : Rides frontales - Chapitre 181 : Tactique secrète - Chapitre 182 : La veille du combat pour le titre - Chapitre 183 : Façade d'un combat décisif - Chapitre 184 : Dialogue de poings - Chapitre 185 : Explosion à bout portant - Chapitre 186 : Embuscade - Chapitre 187 : Réponse vide |                   |                   |                   |                   |
| 22 | 17 mars 1994      | 978-4-06-311994-7 | 14 mai 2009       | 978-2-351-42238-0 |
| Liste des chapitres : - Chapitre 188 : Défense souple - Chapitre 189 : Les paroles de Foreman - Chapitre 190 : Un dieu enragé - Chapitre 191 : Âme sauvage - Chapitre 192 : Ce qui est recherché sur le ring - Chapitre 193 : Le coup ultime interdit - Chapitre 194 : 5 rounds, 2 min 32 s - Chapitre 195 : Le retour du rival - Chapitre 196 : Repos |                   |                   |                   |                   |
| 23 | 17 juin 1994      | 978-4-06-312025-7 | 11 juin 2009      | 978-2-351-42239-7 |
| Liste des chapitres : - Chapitre 197 : La vie vue de très haut - Chapitre 198 : Playback - Chapitre 199 : Sous l'arbre du souvenir - Chapitre 200 : Le tigre et le loup - Chapitre 201 : Détermination - Chapitre 202 : Dernier atout - Chapitre 203 : Deux bêtes - Chapitre 204 : Gagnant et perdant - Chapitre 205 : Sayonara |                   |                   |                   |                   |
| 24 | 17 août 1994      | 978-4-06-312041-7 | 2 juillet 2009    | 978-2-351-42240-3 |
| Liste des chapitres : - Chapitre 206 : Retour au bercail - Chapitre 207 : Là où se porte ton regard - Chapitre 208 : Cauchemar - Chapitre 209 : Un ennemi inattendu - Chapitre 210 : Rencontre à la pesée - Chapitre 211 : L'heure de la reprise - Chapitre 212 : Contrôle le rythme ! - Chapitre 213 : Coup classique - Chapitre 214 : Annonce au micro |                   |                   |                   |                   |
| 25 | 17 novembre 1994  | 978-4-06-312068-4 | 27 août 2009      | 978-2-351-42241-0 |
| Liste des chapitres : - Chapitre 215 : La visite de Takamura - Chapitre 216 : Les années 80, une époque… - Chapitre 217 : La première disgrâce - Chapitre 218 : La contre-attaque du duo - Chapitre 219 : Les poings d'un boxeur - Chapitre 220 : Je suis sûr que ça l'a touché - Chapitre 221 : On ne peut pas reculer - Chapitre 222 : Une histoire vieille de 5 ans - Chapitre 223 : Un combat inachevé |                   |                   |                   |                   |
| 26 | 17 janvier 1995   | 978-4-06-312090-5 | 10 septembre 2009 | 978-2-351-42242-7 |
| Liste des chapitres : - Chapitre 224 : Une grande détermination - Chapitre 225 : Le vieil homme et l'ours - Chapitre 226 : Le conseil de Nekota-san - Chapitre 227 : Un ring dans le jardin - Chapitre 228 : Un spar sans contact - Chapitre 229 : Le conseil de Nekota-san (2) - Chapitre 230 : Le plus grand fauve du Japon - Chapitre 231 : A la prochaine, Nekota-san - Chapitre 232 : L'homme classé 4e |                   |                   |                   |                   |
| 27 | 17 mars 1995      | 978-4-06-312112-4 | 8 octobre 2009    | 978-2-351-42243-4 |
| Liste des chapitres : - Chapitre 233 : L'ambition de la journaliste - Chapitre 234 : Chien et chat, le retour - Chapitre 235 : La salle tremble - Chapitre 236 : Celui qui domine avec son… - Chapitre 237 : Autographe - Chapitre 238 : Livraison express Neko - Chapitre 239 : Deux boxeurs - Chapitre 240 : Le secret du gaucher - Chapitre 241 : La salle au désespoir |                   |                   |                   |                   |
| 28 | 17 mai 1995       | 978-4-06-312135-3 | 12 novembre 2009  | 978-2-351-42244-1 |
| Liste des chapitres : - Chapitre 242 : Le cadeau d'adieu du champion - Chapitre 243 : Punch Eye - Chapitre 244 : Promesse au zoo - Chapitre 245 : Défier les dojos - Chapitre 246 : Voyou - Chapitre 247 : Le plan anti-Dempsey Roll - Chapitre 248 : Tout est vendu - Chapitre 249 : Les encouragements de l'Est… - Chapitre 250 : La tension du coin rouge et… |                   |                   |                   |                   |
| 29 | 17 août 1995      | 978-4-06-312165-0 | 10 décembre 2009  | 978-2-351-42245-8 |
| Liste des chapitres : - Chapitre 251 : Pulsations - Chapitre 252 : Le compte - Chapitre 253 : Position jambes écartées - Chapitre 254 : Lallapalooza - Chapitre 255 : Se protéger contre la terreur - Chapitre 256 : Cul-de-sac - Chapitre 257 : La plus grande des armes - Chapitre 258 : Des yeux dangereux - Chapitre 259 : Compensation |                   |                   |                   |                   |
| 30 | 16 novembre 1995  | 978-4-06-312197-1 | 14 janvier 2010   | 978-2-351-42246-5 |
| Liste des chapitres : - Chapitre 260 : La preuve que je suis le… - Chapitre 261 : La stratégie mise en pièces - Chapitre 262 : Surmonter le passé !! - Chapitre 263 : Transcendance - Chapitre 264 : Prévision de la fin - Chapitre 265 : Mort ou vif - Chapitre 266 : Observation - Chapitre 267 : La naissance d'un nouveau… - Chapitre 268 : Les sentiments de l'homme… |                   |                   |                   |                   |

### Saison 2: Destins de boxeurs
| no | Japonais         | Japonais          | Français         | Français          |
| no | Date de sortie   | ISBN              | Date de sortie   | ISBN              |
| --- | ---------------- | ----------------- | ---------------- | ----------------- |
| 31(1) | 17 janvier 1996  | 978-4-06-312219-0 | 10 juin 2010     | 978-2-351-42476-6 |
| Liste des chapitres : - Chapitre 269 : Le plus beau jour de ma vie - Chapitre 270 : Raison d'adieu - Chapitre 271 : Help ! - Chapitre 272 : La détresse de la girouette - Chapitre 273 : Leçon muette - Chapitre 274 : Le coup d'après - Chapitre 275 : La leçon du poisson - Chapitre 276 : Le retour du fugitif - Chapitre 277 : La détermination de Kimura                                                               |                  |                   |                  |                   |
| 32(2) | 16 mars 1996     | 978-4-06-312241-1 | 10 juin 2010     | 978-2-351-42477-3 |
| Liste des chapitres : - Chapitre 278 : Un ring étincelant - Chapitre 279 : Le Dieu de la mort - Chapitre 280 : Père et fils - Chapitre 281 : Sueurs froides - Chapitre 282 : Prémonition de danger - Chapitre 283 : Angle mort - Chapitre 284 : Petite sœur ! - Chapitre 285 : Le meilleur de mes… - Chapitre 286 : Si ce coup peut l'atteindre - Chapitre 287 : Scène de carnage                                           |                  |                   |                  |                   |
| 33(3) | 16 mai 1996      | 978-4-06-312265-7 | 19 août 2010     | 978-2-351-42478-0 |
| Liste des chapitres : - Chapitre 288 : L'heure de la séparation - Chapitre 289 : Accro à la boxe - Chapitre 290 : Le maître des poids supercoqs - Chapitre 291 : Deux hirondelles - Chapitre 292 : Hien et Tsubame Gaeshi - Chapitre 293 : Super docteur S - Chapitre 294 : Au-delà du sommet - Chapitre 295 : Une détermination inattendue - Chapitre 296 : Ippo est…                                                      |                  |                   |                  |                   |
| 34(4) | 12 août 1996     | 978-4-06-312299-2 | 9 septembre 2010 | 978-2-351-42489-6 |
| Liste des chapitres : - Chapitre 297 : Palpation - Chapitre 298 : Rival - Chapitre 299 : Le poids du coin rouge - Chapitre 300 : Comme un jeune bleu - Chapitre 301 : Le premier coup du match - Chapitre 302 : Les préparations du coin bleu - Chapitre 303 : Dempsey Roll contre Hien - Chapitre 304 : Traverser la garde - Chapitre 305 : Mexique et 7 centimètres - Chapitre 306 : Corps à corps                        |                  |                   |                  |                   |
| 35(5) | 17 octobre 1996  | 978-4-06-312325-8 | 14 octobre 2010  | 978-2-351-42480-3 |
| Liste des chapitres : - Chapitre 307 : L’œil du cyclone - Chapitre 308 : Points vitaux - Chapitre 309 : Sortir de l'enfer - Chapitre 310 : Attaque Kamikaze - Chapitre 311 : Les limites du Dempsey Roll - Chapitre 312 : Quand le dernier coup tombe - Chapitre 313 : La ceinture de champion - Chapitre 314 : Une prière pour la grande… - Chapitre 315 : Endurer la catégorie                                            |                  |                   |                  |                   |
| 36(6) | 17 janvier 1997  | 978-4-06-312361-6 | 10 novembre 2010 | 978-2-351-42481-0 |
| Liste des chapitres : - Chapitre 316 : "Crocodile" arrive - Chapitre 317 : Un serment fait sur le contre - Chapitre 318 : Une vitesse venue d'ailleurs - Chapitre 319 : l'instant où la croix se dessine - Chapitre 320 : Bloody Cross - Chapitre 321 : Les poings vivants… - Chapitre 322 : Le serment - Chapitre 323 : Comprends mes sentiments - Chapitre 324 : De l'énergie pour un seul coup                           |                  |                   |                  |                   |
| 37(7) | 17 avril 1997    | 978-4-06-312390-6 | 9 décembre 2010  | 978-2-351-42482-7 |
| Liste des chapitres : - Chapitre 325 : Retour à la vie !… - Chapitre 326 : Au-devant du monde - Chapitre 327 : Espérance secrète - Chapitre 328 : Contre le plus fort du monde - Chapitre 329 : Sommet inaccessible - Chapitre 330 : De classe mondiale - Chapitre 331 : 7 années de fixation - Chapitre 332 : Le silence avant la tempête - Chapitre 333 : Une magnifique entame - Chapitre 334 : Le style des années d'or |                  |                   |                  |                   |
| 38(8) | 17 juin 1997     | 978-4-06-312417-0 | 13 janvier 2011  | 978-2-351-42483-4 |
| Liste des chapitres : - Chapitre 335 : L'abominable second round - Chapitre 336 : Le retour du démon - Chapitre 337 : Cœur brisé - Chapitre 338 : L'identité de Date Eiji - Chapitre 339 : Adieu Samuraï - Chapitre 340 : Un tragique passage de relais - Chapitre 341 : La tâche d'Ippo-Senpai - Chapitre 342 : Des poings compliqués - Chapitre 343 : Un champion bien lâche                                              |                  |                   |                  |                   |
| 39(9) | 12 août 1997     | 978-4-06-312439-2 | 12 février 2011  | 978-2-351-42484-1 |
| Liste des chapitres : - Chapitre 344 : Un rêve de perdant - Chapitre 345 : Rencontre décisive - Chapitre 346 : La confession de Yamada - Chapitre 347 : Lever de rideau - Chapitre 348 : Le revers de la colère divine - Chapitre 349 : Une combinaison irritante - Chapitre 350 : Ce que signifie être un pro - Chapitre 351 : Coup du plexus solaire - Chapitre 352 : Une revanche mortelle                               |                  |                   |                  |                   |
| 40(10) | 17 novembre 1997 | 978-4-06-312475-0 | 10 mars 2011     | 978-2-351-42485-8 |
| Liste des chapitres : - Chapitre 353 : Un moment tant attendu - Chapitre 354 : Plus fort - Chapitre 355 : Rencontre à la plage - Chapitre 356 : Cris sur la plage - Chapitre 357 : Maigre satisfaction - Chapitre 358 : L'esprit du second - Chapitre 359 : Les étoiles étincelantes - Chapitre 360 : Puissante jeunesse - Chapitre 361 : Soif de sang                                                                      |                  |                   |                  |                   |
| 41(11) | 17 février 1998  | 978-4-06-312509-2 | 14 avril 2011    | 978-2-351-42486-5 |
| Liste des chapitres : - Chapitre 362 : Leur ring - Chapitre 363 : Le ring pro - Chapitre 364 : Sombres nuages - Chapitre 365 : Aigle sauvage - Chapitre 366 : Mauvais pressentiment - Chapitre 367 : Mon identité - Chapitre 368 : Furie - Chapitre 369 : Les deux sauvages - Chapitre 370 : Là d'où je viens |                  |                   |                  |                   |
| 42(12) | 17 avril 1998    | 978-4-06-312532-0 | 12 mai 2011      | 978-2-351-42487-2 |
| Liste des chapitres : - Chapitre 371 : Le ring, la sueur, eux, et… - Chapitre 372 : Cadeau - Chapitre 373 : La volonté de se battre - Chapitre 374 : La fin du régime - Chapitre 375 : ADN - Chapitre 376 : Deux cris - Chapitre 377 : Demande d'annihilation - Chapitre 378 : Ceux qui ne ménagent pas… - Chapitre 379 : L'entrée des grands                                                                               |                  |                   |                  |                   |
| 43(13) | 17 juin 1998     | 978-4-06-312556-6 | 9 juin 2011      | 978-2-351-42488-9 |
| Liste des chapitres : - Chapitre 380 : Le faucon sans tache - Chapitre 381 : Coup infini - Chapitre 382 : La responsabilité du leader - Chapitre 383 : Pour ça - Chapitre 384 : Entraînement - Chapitre 385 : Mon gauche - Chapitre 386 : Faiblesse - Chapitre 387 : Combat de rue - Chapitre 388 : Rythme sauvage |                  |                   |                  |                   |
| 44(14) | 17 août 1998     | 978-4-06-312578-8 | 7 juillet 2011   | 978-2-351-42479-7 |
| Liste des chapitres : - Chapitre 389 : Deux mêmes moteurs - Chapitre 390 : La loi du combat de rue - Chapitre 391 : La force de la volonté - Chapitre 392 : Le meilleur des seconds - Chapitre 393 : Un permis de tuer - Chapitre 394 : La dernière tâche - Chapitre 395 : Un animal inconnu - Chapitre 396 : Décompte final - Chapitre 397 : Mon couronnement                                                              |                  |                   |                  |                   |
| 45(15) | 17 novembre 1998 | 978-4-06-312616-7 | 18 août 2011     | 978-2-351-42490-2 |
| Liste des chapitres : - Chapitre 398 : Vente en commémoration… - Chapitre 399 : Un moment exquis - Chapitre 400 : Il y a longtemps - Chapitre 401 : "Prize Fighting" et boxe - Chapitre 402 : Curieuse cohabitation - Chapitre 403 : Neko-chan, le conducteur… - Chapitre 404 : C'est mon meilleur ami - Chapitre 405 : Poing ivre - Chapitre 406 : Razor Nekota                                                            |                  |                   |                  |                   |
| 46(16) | 14 janvier 1999  | 978-4-06-312640-2 | 8 septembre 2011 | 978-2-351-42491-9 |
| Liste des chapitres : - Chapitre 407 : Flamme éphémère - Chapitre 408 : Tekken - Chapitre 409 : La volonté présente dans un… - Chapitre 410 : Volonté - Chapitre 411 : Une arme appelée courage - Chapitre 412 : La volonté d'un homme - Chapitre 413 : Le sang du samouraï - Chapitre 414 : Le poing de la promesse - Chapitre 415 : La famille Itagaki                                                                    |                  |                   |                  |                   |

### Saison 3: La défense suprême
| no | Japonais          | Japonais          | Français          | Français          |
| no | Date de sortie    | ISBN              | Date de sortie    | ISBN              |
| --- | ----------------- | ----------------- | ----------------- | ----------------- |
| 47(1) | 16 avril 1999     | 978-4-06-312673-0 | 14 juin 2012      | 978-2-351-42756-9 |
| Liste des chapitres : - Chapitre 416 : Objectif flou - Chapitre 417 : Point fort mais point faible - Chapitre 418 : Vaincre le Dempsey Roll - Chapitre 419 : Adversaire identique - Chapitre 420 : Défier son époque - Chapitre 421 : In-fighter pur - Chapitre 422 : Rencontre d'hommes de la mer - Chapitre 423 : Régénération corporelle - Chapitre 424 : Punch terminal |                   |                   |                   |                   |
| 48(2) | 17 juin 1999      | 978-4-06-312697-6 | 5 juillet 2012    | 978-2-351-42757-6 |
| Liste des chapitres : - Chapitre 425 : L'expression d'un challenger - Chapitre 426 : La navigation commence - Chapitre 427 : Au corps à corps, à distance… - Chapitre 428 : Une distance jamais… - Chapitre 429 : Combat à distance zéro - Chapitre 430 : Nager dans la mer - Chapitre 431 : Le fond de la mer - Chapitre 432 : Une route sans fin sous la… - Chapitre 433 : Rotation interrompue |                   |                   |                   |                   |
| 49(3) | 17 août 1999      | 978-4-06-312723-2 | 23 août 2012      | 978-2-351-42758-3 |
| Liste des chapitres : - Chapitre 434 : Manque d'oxygène - Chapitre 435 : Combattre en souriant - Chapitre 436 : Poursuite inconsciente - Chapitre 437 : Boxeur - Chapitre 438 : L'esprit combatif de la partie… - Chapitre 439 : Le chemin de la vie - Chapitre 440 : Beaucoup de bruit pour rien… - Chapitre 441 : Celui qui me donne la force - Chapitre 442 : Les sentiments d'un homme… |                   |                   |                   |                   |
| 50(4) | 15 octobre 1999   | 978-4-06-312744-7 | 13 septembre 2012 | 978-2-351-42759-0 |
| Liste des chapitres : - Chapitre 443 : Le nouvel arsenal… - Chapitre 444 : Le mépris du boxeur - Chapitre 445 : Scientifique contre travailleur - Chapitre 446 : La déesse de la victoire - Chapitre 447 : Sixième niveau - Chapitre 448 : Scellé spécial - Chapitre 449 : La cicatrice de la grenouille - Chapitre 450 : Condition incertaine - Chapitre 451 : Patience - Chapitre 452 : Mensonges ou vérités ?                                                                                       |                   |                   |                   |                   |
| 51(5) | 17 février 2000   | 978-4-06-312799-7 | 11 octobre 2012   | 978-2-351-42760-6 |
| Liste des chapitres : - Chapitre 453 : Les rêves d'un homme… - Chapitre 454 : Énorme pari - Chapitre 455 : Feinte à 100 % - Chapitre 456 : La différence décisive - Chapitre 457 : Homme et femme - Chapitre 458 : Ténacité - Chapitre 459 : La distance qui sépare de la… - Chapitre 460 : Ce que je voulais - Chapitre 461 : La voie du boxeur - Chapitre 462 : Technique bancale |                   |                   |                   |                   |
| 52(6) | 17 mai 2000       | 978-4-06-312837-6 | 15 novembre 2012  | 978-2-351-42761-3 |
| Liste des chapitres : - Chapitre 463 : Annonce importante - Chapitre 464 : Le roi tricheur - Chapitre 465 : Cheese champion - Chapitre 466 : Boxeur démoniaque - Chapitre 467 : Chien affamé - Chapitre 468 : L'évolution du Dempsey Roll - Chapitre 469 : Le rapport de recherche… - Chapitre 470 : Peur invisible - Chapitre 471 : Le dragon d'Owari - Chapitre 472 : Capitulation et isolement |                   |                   |                   |                   |
| 53(7) | 17 juillet 2000   | 978-4-06-312857-4 | 13 décembre 2012  | 978-2-351-42762-0 |
| Liste des chapitres : - Chapitre 473 : Vorg le visiteur - Chapitre 474 : Le challenger de Vorg - Chapitre 475 : Le scénario de Sawamura - Chapitre 476 : Un lourd partage de présent - Chapitre 477 : L'évolution du Dempsey - Chapitre 478 : La face de la détermination - Chapitre 479 : Sur le ring - Chapitre 480 : Le malaise d'Ippo - Chapitre 481 : Le héros et le démon - Chapitre 482 : Les poings de la furie                                                                                |                   |                   |                   |                   |
| 54(8) | 14 septembre 2000 | 978-4-06-312879-6 | 10 janvier 2013   | 978-2-351-42763-7 |
| Liste des chapitres : - Chapitre 483 : L'erreur de calcul de… - Chapitre 484 : Un challenger prétentieux - Chapitre 485 : La vraie forme - Chapitre 486 : La balle - Chapitre 487 : Le tueur de Makunouchi - Chapitre 488 : Attaque éclair ! - Chapitre 489 : L'astuce du Senkô - Chapitre 490 : Le champion du balancier - Chapitre 491 : L'épice de la patience - Chapitre 492 : La destruction complète du…                                                                                         |                   |                   |                   |                   |
| 55(9) | 15 décembre 2000  | 978-4-06-312911-3 | 14 février 2013   | 978-2-351-42764-4 |
| Liste des chapitres : - Chapitre 493 : Festival des délices - Chapitre 494 : Le combat doit continuer - Chapitre 495 : La raison pour laquelle il ne… - Chapitre 496 : Jeu décisif - Chapitre 497 : Les possibilités de la figure 8 - Chapitre 498 : L'aide contre la haine - Chapitre 499 : Entraînement tendu - Chapitre 500 : Timing de balancement - Chapitre 501 : Un anti-contre dévastateur - Chapitre 502 : Une lame à vivre                                                                   |                   |                   |                   |                   |
| 56(10) | 16 mars 2001      | 978-4-06-312944-1 | 14 mars 2013      | 978-2-351-42765-1 |
| Liste des chapitres : - Chapitre 503 : La casquette des souvenirs - Chapitre 504 : La force de vivre - Chapitre 505 : L'endroit où je veux être - Chapitre 506 : La décision d'Umezawa-kun - Chapitre 507 : Les mots qui donnent de la… - Chapitre 508 : Le club du bateau de pêche… - Chapitre 509 : L'objectif final - Chapitre 510 : Toutes voiles levées ! Le… - Chapitre 511 : L'étrange déclaration de… - Chapitre 512 : Le choc Imai                                                            |                   |                   |                   |                   |
| 57(11) | 15 juin 2001      | 978-4-06-312978-6 | 11 avril 2013     | 978-2-351-42766-8 |
| Liste des chapitres : - Chapitre 513 : Le timbre d'un boxeur - Chapitre 514 : Un contre faible - Chapitre 515 : Naissance d'un doute - Chapitre 516 : Le pire des moustiques - Chapitre 517 : L'avis de Sanada - Chapitre 518 : La responsabilité pour le… - Chapitre 519 : L'œil du faucon - Chapitre 520 : Le grand match pour le titre - Chapitre 521 : Le visage d'un professionnel - Chapitre 522 : Golden Eagle                                                                                  |                   |                   |                   |                   |
| 58(12) | 17 septembre 2001 | 978-4-06-313017-1 | 7 mai 2013        | 978-2-351-42767-5 |
| Liste des chapitres : - Chapitre 523 : Mamoru Takamura - Chapitre 524 : Mon arène - Chapitre 525 : Les débuts dans l'arène - Chapitre 526 : La rhapsodie de Kimura - Chapitre 527 : Le vrai visage de Papaya - Chapitre 528 : Méchant contre méchant - Chapitre 529 : Une vitesse qui dépasse… - Chapitre 530 : Les poings parlent - Chapitre 531 : La fierté d'un boxeur - Chapitre 532 : Un contre à l'évolution…                                                                                    |                   |                   |                   |                   |
| 59(13) | 17 décembre 2001  | 978-4-06-313051-5 | 13 juin 2013      | 978-2-351-42768-2 |
| Liste des chapitres : - Chapitre 533 : La star apparaît - Chapitre 534 : Faucon vs Aigle - Chapitre 535 : Prélude d'un combat difficile - Chapitre 536 : Une pression de mauvaise… - Chapitre 537 : Une technique inégalée - Chapitre 538 : L'œil de l'aigle - Chapitre 539 : Frustration - Chapitre 540 : Puissance vs Raison - Chapitre 541 : Le faucon en cage |                   |                   |                   |                   |
| 60(14) | 15 février 2002   | 978-4-06-313072-0 | 4 juillet 2013    | 978-2-351-42769-9 |
| Liste des chapitres : - Chapitre 542 : Dégâts invisibles - Chapitre 543 : Une distance dont on ne… - Chapitre 544 : Une stratégie inimaginable - Chapitre 545 : L'attaque du faucon - Chapitre 546 : Des enseignements… - Chapitre 547 : La pire situation possible - Chapitre 548 : Anxiété amplifiée - Chapitre 549 : Déroulement rouge-sang - Chapitre 550 : Bagarre sanglante - Chapitre 551 : Puissance VS Technique                                                                              |                   |                   |                   |                   |
| 61(15) | 17 mai 2002       | 978-4-06-363103-6 | 22 août 2013      | 978-2-351-42770-5 |
| Liste des chapitres : - Chapitre 552 : Les sentiments des boxeurs - Chapitre 553 : Bain de sang - Chapitre 554 : Le combat à mort approche… - Chapitre 555 : La victoire de l'effort - Chapitre 556 : Une victoire résonnante - Chapitre 557 : Le meilleur fils spirituel au… - Chapitre 558 : Une étoile est née… - Chapitre 559 : La détermination d'Itagaki - Chapitre 560 : La situation prédestinée - Chapitre 561 : De bons résultats pendant…                                                   |                   |                   |                   |                   |
| 62(16) | 17 septembre 2002 | 978-4-06-363143-2 | 12 septembre 2013 | 978-2-351-42788-0 |
| Liste des chapitres : - Chapitre 562 : L'homme qui a anéanti ma… - Chapitre 563 : La volonté d'une mauvaise… - Chapitre 564 : Pourquoi est-il obsédé par… - Chapitre 565 : Ce avec quoi il est né - Chapitre 566 : Le fossé qui ne peut pas… - Chapitre 567 : Les douloureux souvenirs… - Chapitre 568 : Quand son cœur se brise - Chapitre 569 : La mauvaise herbe qui a… - Chapitre 570 : La preuve qu'il est un… - Chapitre 571 : Les mots que je ne peux… - Chapitre 572 : Le Dempsey Roll assiégé |                   |                   |                   |                   |
| 63(17) | 17 décembre 2002  | 978-4-06-363176-0 | 10 octobre 2013   | 978-2-351-42789-7 |
| Liste des chapitres : - Chapitre 573 : Dépense extravagante - Chapitre 574 : Entraînement sévère - Chapitre 575 : Au-delà de l'évolution du… - Chapitre 576 : Ce qu'il veut faire - Chapitre 577 : L'endroit où retourner - Chapitre 578 : On s'inquiète du lendemain ? - Chapitre 579 : Ce qu'il manque - Chapitre 580 : Avant le combat - Chapitre 581 : L'excitation du challenger - Chapitre 582 : Le champion approche - Chapitre 583 : Karasawa dans la paume de…                                |                   |                   |                   |                   |
| 64(18) | 17 mars 2003      | 978-4-06-363211-8 | 14 novembre 2013  | 978-2-351-42790-3 |
| Liste des chapitres : - Chapitre 584 : Les 30 secondes restantes - Chapitre 585 : L'objectif d'Ippo - Chapitre 586 : Celui qui contrôle le match - Chapitre 587 : Le cercle déformé - Chapitre 588 : Prévision de progrès - Chapitre 589 : La dernière contre-attaque - Chapitre 590 : Lumière et ténèbres sur le… - Chapitre 591 : Le sceau sur le coup final - Chapitre 592 : Ce qu'il réalisera plus tard - Chapitre 593 : Bataille pour la suprématie - Chapitre 594 : Relation entre 5 personnes  |                   |                   |                   |                   |
| 65(19) | 17 juin 2003      | 978-4-06-363246-0 | 12 décembre 2013  | 978-2-351-42791-0 |
| Liste des chapitres : - Chapitre 595 : Impasse - Chapitre 596 : Le défaut décisif - Chapitre 597 : Être prêt à tout - Chapitre 598 : Le choix d'Itagaki - Chapitre 599 : Vitesse contre puissance - Chapitre 600 : Surmonter la pression - Chapitre 601 : Attaque et défense… - Chapitre 602 : A plein gaz - Chapitre 603 : Dépasser une certaine… - Chapitre 604 : Le champ de vision d'un… - Chapitre 605 : L'extase de la boxe                                                                      |                   |                   |                   |                   |
| 66(20) | 17 septembre 2003 | 978-4-06-363284-2 | 9 janvier 2014    | 978-2-35-142792-7 |
| Liste des chapitres : - Chapitre 606 : Une vitesse terrifiante - Chapitre 607 : Un boxeur pro - Chapitre 608 : Une théorie de cogneur - Chapitre 609 : Une effrayante puissance… - Chapitre 610 : Boxe irrationnelle - Chapitre 611 : Les mots de l'entraîneur - Chapitre 612 : Leurs choix - Chapitre 613 : Les visages de mes senpai - Chapitre 614 : Ce qu'Ippo peut faire - Chapitre 615 : La conscience vacillante - Chapitre 616 : La différence entre Imai et…                                  |                   |                   |                   |                   |
| 67(21) | 17 décembre 2003  | 978-4-06-363315-3 | 13 février 2014   | 978-2-35-142793-4 |
| Liste des chapitres : - Chapitre 617 : Ce que j'ai vu jusqu'à présent - Chapitre 618 : La fierté d'Itagaki - Chapitre 619 : La fin du combat à mort - Chapitre 620 : Le vainqueur et le perdant - Chapitre 621 : Le champion espoir de la conf' - Chapitre 622 : Celui qui attend - Chapitre 623 : La terre promise - Chapitre 624 : Rival - Chapitre 625 : La nouvelle formule du KBG - Chapitre 626 : Le nouveau programme - Chapitre 627 : Cette fois c'est sûr                                     |                   |                   |                   |                   |

### Saison 4: La loi du ring
| no | Japonais          | Japonais          | Français          | Français          |
| no | Date de sortie    | ISBN              | Date de sortie    | ISBN              |
| --- | ----------------- | ----------------- | ----------------- | ----------------- |
| 68(1) | 16 avril 2004     | 978-4-06-363355-9 | 9 octobre 2014    | 978-2-368-52023-9 |
| Liste des chapitres : - Chapitre 628 : Le retour d'Itagaki - Chapitre 629 : Passage de relais - Chapitre 630 : 22 victoires, 10 défaites, 1 nul - Chapitre 631 : Un boxeur que je n'ai pas battu - Chapitre 632 : Disparitions - Chapitre 633 : Le vrai visage - Chapitre 634 : Un regard franc - Chapitre 635 : Le challenger vétéran - Chapitre 636 : Les salutations du challenger - Chapitre 637 : Spécialement                                                                       |                   |                   |                   |                   |
| 69(2) | 15 juillet 2004   | 978-4-06-363396-2 | 13 novembre 2014  | 978-2-368-52024-6 |
| Liste des chapitres : - Chapitre 638 : Là où se trouve son point faible - Chapitre 639 : Perception faussée - Chapitre 640 : Distance spéciale - Chapitre 641 : Crocs empoisonnés - Chapitre 642 : Duel de puissance - Chapitre 643 : Une scène familière - Chapitre 644 : Le challenger invincible - Chapitre 645 : Ce que fait Take - Chapitre 646 : Une ombre sinistre - Chapitre 647 : Lien étroit - Chapitre 648 : La même posture                                                   |                   |                   |                   |                   |
| 70(3) | 17 septembre 2004 | 978-4-06-363428-0 | 11 décembre 2014  | 978-2-368-52025-3 |
| Liste des chapitres : - Chapitre 649 : Combattre sans retenue - Chapitre 650 : Le challenger sans peur - Chapitre 651 : Dépasser ses limites - Chapitre 652 : Mauviette - Chapitre 653 : Le coup final - Chapitre 654 : Le crochet du droit sans pitié - Chapitre 655 : Le dos de mon père - Chapitre 656 : Le lien vers le lendemain - Chapitre 657 : Ce qui attend tout le monde - Chapitre 658 : La fille, son frère et mon rival                                                      |                   |                   |                   |                   |
| 71(4) | 17 décembre 2004  | 978-4-06-363458-7 | 8 janvier 2015    | 978-2-368-52026-0 |
| Liste des chapitres : - Chapitre 659 : Pourri gâté - Chapitre 660 : Le plan anti-Makunôchi - Chapitre 661 : L'ennemi hors du ring - Chapitre 662 : Le champion aux ailes brisées - Chapitre 663 : L'épée rouillée - Chapitre 664 : Le pire de tous les matchs - Chapitre 665 : Le match que nous nous sommes promis - Chapitre 666 : Un destin irrémédiable - Chapitre 667 : Une carte en plus - Chapitre 668 : Une faiblesse surmontée ?! - Chapitre 669 : L'effort d'un idiot           |                   |                   |                   |                   |
| 72(5) | 17 mars 2005      | 978-4-06-363495-2 | 12 février 2015   | 978-2-368-52062-8 |
| Liste des chapitres : - Chapitre 670 : Le roi du comeback - Chapitre 671 : Aoki le stratège - Chapitre 672 : Un monde immense et lointain - Chapitre 673 : Encore l'instinct de tueur - Chapitre 674 : Le vrai but de Mashiba - Chapitre 675 : Un mauvais pressentiment - Chapitre 676 : Avant la tempête - Chapitre 677 : Une lourde atmosphère - Chapitre 678 : Vérifications - Chapitre 679 : Un moyen pour s'approcher                                                                |                   |                   |                   |                   |
| 73(6) | 17 juillet 2005   | 978-4-06-363548-5 | 12 mars 2015      | 978-2-368-52063-5 |
| Liste des chapitres : - Chapitre 680 : Poings volants - Chapitre 681 : Deux puissants s'affrontent - Chapitre 682 : Un beau combat - Chapitre 683 : Fureur - Chapitre 684 : Le rythme du flicker - Chapitre 685 : La leçon de Makunouchi - Chapitre 686 : Les poings inefficaces - Chapitre 687 : Fierté - Chapitre 688 : Le champion blessé - Chapitre 689 : Le bien et le mal - Chapitre 690 : Le pire des matchs - Chapitre 691 : Épreuve de survie                                    |                   |                   |                   |                   |
| 74(7) | 16 décembre 2005  | 978-4-06-363606-2 | 9 avril 2015      | 978-2-368-52064-2 |
| Liste des chapitres : - Chapitre 692 : La même vue - Chapitre 693 : Mise à mort - Chapitre 694 : L'attaque finale - Chapitre 695 : Le combat au-delà des poings - Chapitre 696 : Instinct - Chapitre 697 : Un ring sans vainqueur - Chapitre 698 : La ceinture de champion - Chapitre 699 : La dernière apparition - Chapitre 700 : Trouble au club Kamogawa - Chapitre 701 : Les anciens de la Little… - Chapitre 702 : Une faiblesse inattendue - Chapitre 703 : La vraie star apparaît |                   |                   |                   |                   |
| 75(8) | 17 mars 2006      | 978-4-06-363636-9 | 15 mai 2015       | 978-2-368-52065-9 |
| Liste des chapitres : - Chapitre 704 : Au final… - Chapitre 705 : L'événement principal - Chapitre 706 : Le but de Sendô - Chapitre 707 : Prendre le mauvais chemin - Chapitre 708 : Et la prochaine étape ? - Chapitre 709 : Impatience - Chapitre 710 : Des sentiments partagés - Chapitre 711 : Le prochain objectif - Chapitre 712 : La décision de Shinoda - Chapitre 713 : Un match angoissant en 10R                                                                               |                   |                   |                   |                   |
| 76(9) | 16 juin 2006      | 978-4-06-363665-9 | 11 juin 2015      | 978-2-368-52066-6 |
| Liste des chapitres : - Chapitre 714 : Un autre espace-temps - Chapitre 715 : Le potentiel libéré - Chapitre 716 : Supporter un coup - Chapitre 717 : Premier match - Chapitre 718 : Le secret de leur force - Chapitre 719 : La vengeance d'Aoki - Chapitre 720 : Dernier match - Chapitre 721 : Destin - Chapitre 722 : Une raison inconnue - Chapitre 723 : Pour quelle raison ? |                   |                   |                   |                   |
| 77(10) | 17 août 2006      | 978-4-06-363705-2 | 2 juillet 2015    | 978-2-368-52067-3 |
| Liste des chapitres : - Chapitre 724 : Affiche ! - Chapitre 725 : Le poids des poings - Chapitre 726 : Un autre chemin - Chapitre 727 : Jimmy le balafré - Chapitre 728 : Le poing de dieu - Chapitre 729 : Perturber le départ - Chapitre 730 : Pari ou intimidation - Chapitre 731 : Tornade - Chapitre 732 : Une seule chose - Chapitre 733 : Des coups hésitants - Chapitre 734 : Expérience impersonnelle…                                                                           |                   |                   |                   |                   |
| 78(11) | 17 novembre 2006  | 978-4-06-363742-7 | 27 août 2015      | 978-2-368-52068-0 |
| Liste des chapitres : - Chapitre 735 : Pierre contre pierre - Chapitre 736 : Une chance de victoire - Chapitre 737 : La poursuite de l'évolution - Chapitre 738 : Lève les yeux vers Dieu - Chapitre 739 : Ce qu'il a vu - Chapitre 740 : Le Dieu au-dessus du ring - Chapitre 741 : Un message pour Miyata-kun - Chapitre 742 : Zoo - Chapitre 743 : Le poing du champion - Chapitre 744 : L'uppercut du scarabée - Chapitre 745 : Le poids de ces poings                                |                   |                   |                   |                   |
| 79(12) | 16 février 2007   | 978-4-06-363786-1 | 10 septembre 2015 | 978-2-368-52069-7 |
| Liste des chapitres : - Chapitre 746 : Admirez la vitesse de l'éclair ! - Chapitre 747 : Un contre perforant - Chapitre 748 : L'objectif de Miyata - Chapitre 749 : Le message de Miyata - Chapitre 750 : Conspiration - Chapitre 751 : Le boxeur du destin - Chapitre 752 : Raccoon Boy - Chapitre 753 : Comme un challenger - Chapitre 754 : A mi-chemin vers un rêve - Chapitre 755 : Rouge, jaune, bleu - Chapitre 756 : L'entraîneur mystérieux                                      |                   |                   |                   |                   |
| 80(13) | 17 mai 2007       | 978-4-06-363827-1 | 8 octobre 2015    | 978-2-368-52070-3 |
| Liste des chapitres : - Chapitre 757 : Continuer avec lui - Chapitre 758 : Celui que l'on surnomme… - Chapitre 759 : Le défi de Dojo - Chapitre 760 : La magie à l'intérieur du ring - Chapitre 761 : La nature de la magie - Chapitre 762 : Se rapprocher ou s'éloigner ? - Chapitre 763 : Entraînement à l'extérieur - Chapitre 764 : Il n'est plus le même - Chapitre 765 : Échange de coups - Chapitre 766 : L'autre faiblesse - Chapitre 767 : Un combat ou un travail ?             |                   |                   |                   |                   |
| 81(14) | 14 septembre 2007 | 978-4-06-363881-3 | 12 novembre 2015  | 978-2-368-52071-0 |
| Liste des chapitres : - Chapitre 768 : Fixer le prix du combat - Chapitre 769 : Le poids de l'argent - Chapitre 770 : Se mettre au travail - Chapitre 771 : Un simple down - Chapitre 772 : Spectacle de magie - Chapitre 773 : Gant envoûtant - Chapitre 774 : La vraie force du magicien - Chapitre 775 : Son bras s'allonge !! - Chapitre 776 : Le vainqueur de l'échange - Chapitre 777 : Pistolets et gants                                                                          |                   |                   |                   |                   |
| 82(15) | 17 décembre 2007  | 978-4-06-363922-3 | 10 décembre 2015  | 978-2-368-52072-7 |
| Liste des chapitres : - Chapitre 778 : Machine détraquée - Chapitre 779 : Autre chose que de la boxe - Chapitre 780 : Deux choses à retenir - Chapitre 781 : Ces poings ne pèsent rien - Chapitre 782 : Des liens indestructibles - Chapitre 783 : Le coup magique - Chapitre 784 : Contre-attaque VS contre-attaque - Chapitre 785 : Préparatifs pour entrer sur… - Chapitre 786 : Encore un truc - Chapitre 787 : J'y vois !!                                                           |                   |                   |                   |                   |
| 83(16) | 17 mars 2008      | 978-4-06-363946-9 | 14 janvier 2016   | 978-2-368-52073-4 |
| Liste des chapitres : - Chapitre 788 : La fierté d'un champion - Chapitre 789 : Un match dont on peut être… - Chapitre 790 : L'ouragan Makunouchi - Chapitre 791 : Un talent colossal - Chapitre 792 : En route pour le titre ! - Chapitre 793 : La marque du talent - Chapitre 794 : Le rois des rois de la vitesse - Chapitre 795 : Sois agressif ! - Chapitre 796 : Un spar inattendu - Chapitre 797 : Un point de vue à grande… - Chapitre 798 : La pire des sensations               |                   |                   |                   |                   |
| 84(17) | 17 juin 2008      | 978-4-06-363994-0 | 11 février 2016   | 978-2-368-52074-1 |
| Liste des chapitres : - Chapitre 799 : Le round restant - Chapitre 800 : Voici Ippo Makunouchi - Chapitre 801 : Droite et gauche - Chapitre 802 : Enviable pitié - Chapitre 803 : Deux affiches - Chapitre 804 : A un tout autre niveau - Chapitre 805 : Parce qu'ils se sont rencontrés - Chapitre 806 : La possibilité inattendue - Chapitre Bonus : Le jour où le chat sauvage devient le Tigre                                                                                        |                   |                   |                   |                   |
| 85(18) | 17 septembre 2008 | 978-4-06-384033-9 | 10 mars 2016      | 978-2-368-52075-8 |
| Liste des chapitres : - Chapitre 807 : La tournée - Chapitre 808 : Il vaut mieux qu'il ne voie pas ça - Chapitre 809 : Deux battants - Chapitre 810 : Le style de mon père - Chapitre 811 : Plein d'ouvertures ? - Chapitre 812 : Le rêve hérité - Chapitre 813 : Il observait sans cesse - Chapitre 814 : Quand les cerisiers fleuriront - Chapitre 815 : Les souvenirs de la floraison des cerisiers - Chapitre 816 : Les deux champions                                                |                   |                   |                   |                   |
| 86(19) | 17 décembre 2008  | 978-4-06-384072-8 | 14 avril 2016     | 978-2-368-52076-5 |
| Liste des chapitres : - Chapitre 817 : Etrange atmosphère - Chapitre 818 : Le cerisier - Chapitre 819 : Cela s'annonce plus que difficile ! - Chapitre 820 : Leurs pères - Chapitre 821 : Des animaux sauvages en cage - Chapitre 822 : Combat à mort dans le coin - Chapitre 823 : Celui que je pourchasse - Chapitre 824 : Le coup imparable - Chapitre 825 : Niveau mondial - Chapitre 826 : Un homme blessé                                                                           |                   |                   |                   |                   |
| 87(20) | 17 mars 2009      | 978-4-06-384094-0 | 12 mai 2016       | 978-2-368-52077-2 |
| Liste des chapitres : - Chapitre 827 : Le meilleur du Monde - Chapitre 828 : Un jab du droit - Chapitre 829 : Changement - Chapitre 830 : L'origine du frottement - Chapitre 831 : Les yeux du champion - Chapitre 832 : Le poing du dieu de la foudre - Chapitre 833 : Une grande différence - Chapitre 834 : Miyata s'accroche - Chapitre 835 : La récompense du courage - Chapitre 836 : Anomalie                                                                                      |                   |                   |                   |                   |
| 88(21) | 17 juin 2009      | 978-4-06-384143-5 | 9 juin 2016       | 978-2-368-52078-9 |
| Liste des chapitres : - Chapitre 837 : Asura… - Chapitre 838 : Le meilleur ami de Miyata - Chapitre 839 : La voie qu'il a choisie - Chapitre 840 : La voie qu'il a choisie (2) - Chapitre 841 : Un boxeur désespéré - Chapitre 842 : La lumière - Chapitre 843 : Ne te fiche pas de moi - Chapitre 844 : La mémoire des poings - Chapitre 845 : Génie et génie - Chapitre 846 : Une nouvelle vie ! - Chapitre 847 : Le résultat inverse                                                   |                   |                   |                   |                   |

### Saison 5: Dans l'ombre du champion
| no | Japonais          | Japonais          | Français          | Français          |
| no | Date de sortie    | ISBN              | Date de sortie    | ISBN              |
| --- | ----------------- | ----------------- | ----------------- | ----------------- |
| 89(1) | 17 septembre 2009 | 978-4-06-384180-0 | 13 avril 2017     | 978-2-368-52467-1 |
| Liste des chapitres : - Chapitre 848 : La fureur de Takamura - Chapitre 849 : Sayonara, Sakaguchi - Chapitre 850 : Il m'a inspiré - Chapitre 851 : La peur de glisser - Chapitre 852 : Le challenger des "Classe A" - Chapitre 853 : Le retour de la faucheuse - Chapitre 854 : Un challenger malmené - Chapitre 855 : Makunouchiiiii… - Chapitre 856 : Le chemin du progrès - Chapitre 857 : Le champion de la nature |                   |                   |                   |                   |
| 90(2) | 17 décembre 2009  | 978-4-06-384219-7 | 11 mai 2017       | 978-2-368-52468-8 |
| Liste des chapitres : - Chapitre 858 : Le génie et l'entraîneur célèbre - Chapitre 859 : Excitation et aphorisme - Chapitre 860 : L'accumulation des progrès - Chapitre 861 : Sparring international - Chapitre 862 : Un coup de téléphone surprenant - Chapitre 863 : Un combat dangereux - Chapitre 864 : Face au soleil - Chapitre 865 : Un modèle de très haut niveau - Chapitre 866 : Jusqu'au bout - Chapitre 867 : L'ouragan souffle - Chapitre 868 : Découverte du véritable style                                                                                       |                   |                   |                   |                   |
| 91(3) | 17 mars 2010      | 978-4-06-384262-3 | 8 juin 2017       | 978-2-368-52469-5 |
| Liste des chapitres : - Chapitre 869 : Les instincts nés de la liberté - Chapitre 870 : Un barrage frontal à pleine puissance - Chapitre 871 : Génie - Chapitre 872 : Le coin prévu - Chapitre 873 : Mystérieuse sauvagerie - Chapitre 874 : Imprévisible - Chapitre 875 : Un génie indiscutable - Chapitre 876 : Une chance inespérée - Chapitre 877 : C'est dans les coins qu'il est le plus efficace - Chapitre 878 : Un futur champion du Monde - Chapitre 879 : Avancée désespérée                                                                                          |                   |                   |                   |                   |
| 92(4) | 17 juin 2010      | 978-4-06-384309-5 | 6 juillet 2017    | 978-2-368-52470-1 |
| Liste des chapitres : - Chapitre 880 : Autant de fois qu'il le faudra - Chapitre 881 : Le boxeur souriant - Chapitre 882 : Une petite étape - Chapitre 883 : Le combat qu'il voulait - Chapitre 884 : Ici… ! - Chapitre 885 : Un triste total - Chapitre 886 : Et maintenant !? - Chapitre 887 : Aucune excuse - Chapitre 888 : Résolution désespérée - Chapitre 889 : Une gêne invisible - Chapitre 890 : L'enfant sauvage cloué au sol |                   |                   |                   |                   |
| 93(5) | 17 septembre 2010 | 978-4-06-384360-6 | 24 août 2017      | 978-2-368-52471-8 |
| Liste des chapitres : - Chapitre 891 : Les traces de la répétition - Chapitre 892 : Ta spécialité - Chapitre 893 : Piège contre infini - Chapitre 894 : C'est ça, un boxeur - Chapitre 895 : Tout simplement époustouflant - Chapitre 896 : La lumière éblouissante du monde - Chapitre 897 : Après la balade dans la jungle - Chapitre 898 : L'objectif pour le tournoi classe A - Chapitre 899 : Objectif : Makunouchi Ippo - Chapitre 900 : Un petit défi - Chapitre 901 : Combat à grande vitesse                                                                            |                   |                   |                   |                   |
| 94(6) | 17 décembre 2010  | 978-4-06-384391-0 | 14 septembre 2017 | 978-2-368-52472-5 |
| Liste des chapitres : - Chapitre 902 : Le génie accélère - Chapitre 903 : Changement de vitesse - Chapitre 904 : Une stratégie amère - Chapitre 905 : Un boxeur de classe A expérimenté - Chapitre 906 : Le génie en mauvaise posture - Chapitre 907 : Le génie prend son envol - Chapitre 908 : Potentiel libéré - Chapitre 909 : Au tour d'Itagaki - Chapitre 910 : L'extase des progrès accomplis - Chapitre 911 : La distance qui les sépare - Chapitre 912 : Une réunion "imposante"                                                                                        |                   |                   |                   |                   |
| 95(7) | 17 mars 2011      | 978-4-06-384455-9 | 12 octobre 2017   | 978-2-368-52473-2 |
| Liste des chapitres : - Chapitre 913 : Discussion entre hommes - Chapitre 914 : 3 rendez-vous - Chapitre 915 : Une averse de sang - Chapitre 916 : Un challenger - Chapitre 917 : Ippo sous-estimé - Chapitre 918 : Muscle-toi ! - Chapitre 919 : Petit, faible, et des coups pas terribles - Chapitre 920 : Le mystère du challenger - Chapitre 921 : Un petit peu trop - Chapitre 922 : L'arme de Kojima - Chapitre 923 : J'ai dit ça ? |                   |                   |                   |                   |
| 96(8) | 17 juin 2011      | 978-4-06-384485-6 | 9 novembre 2017   | 978-2-368-52474-9 |
| Liste des chapitres : - Chapitre 924 : Châtaignes, patates et conseil - Chapitre 925 : Deux méthodes - Chapitre 926 : Physicalisme inconnu - Chapitre 927 : Perte, gain et leur état actuel - Chapitre 928 : Quelle sorte d'expression - Chapitre 929 : Étrange atmosphère - Chapitre 930 : La cloche va sonner - Chapitre 931 : Signaler avec le sourire - Chapitre 932 : Le champion est en route pour le combat - Chapitre 933 : Un début anormal |                   |                   |                   |                   |
| 97(9) | 17 septembre 2011 | 978-4-06-384548-8 | 7 décembre 2017   | 978-2-368-52475-6 |
| Liste des chapitres : - Chapitre 934 : Une position qu'il n'a jamais appris - Chapitre 935 : Un swing complet pas vu - Chapitre 936 : La raison pour laquelle il a une grande bouche - Chapitre 937 : Le modèle ultime contre le compteur désespéré - Chapitre 938 : Coup de maître critique - Chapitre 939 : Survivre à de multiples coups - Chapitre 940 : Le poids-plume est plein - Chapitre 941 : Une promesse manquée - Chapitre 942 : Le challenger populaire - Chapitre 943 : Match de rêve dans un bar - Chapitre 944 : Attention à un champion qui boit par lui-même   |                   |                   |                   |                   |
| 98(10) | 17 décembre 2011  | 978-4-06-384594-5 | 11 janvier 2018   | 978-2-368-52580-7 |
| Liste des chapitres : - Chapitre 945 : La clé pour descellement - Chapitre 946 : Ceux qui n'ont pas de talent - Chapitre 947 : Prédictions d'Ippo pour la Classe A - Chapitre 948 : Ce que cache le trio - Chapitre 949 : La raison pour laquelle il se fait frapper - Chapitre 950 : Traumatisme profond enraciné - Chapitre 951 : La gym, la thérapie de Kamogawa - Chapitre 952 : Avant leurs finales - Chapitre 953 : La méthode d'encouragement de la famille Itagaki - Chapitre 954 : Envahisseurs de l'espace-temps                                                       |                   |                   |                   |                   |
| 99(11) | 17 avril 2012     | 978-4-06-384653-9 | 8 février 2018    | 978-2-368-52584-5 |
| Liste des chapitres : - Chapitre 955 : Hedgehog contre Speed Star - Chapitre 956 : Un barrage de scintillements à grande vitesse - Chapitre 957 : Test de performance - Chapitre 958 : C'est la Classe A - Chapitre 959 : Une raison pour bouder - Chapitre 960 : Tourner la manivelle pour le second round - Chapitre 961 : Rupture des équilibres - Chapitre 962 : La stratégie de l'ancien modèle - Chapitre 963 : La méthode de concentration de Shinoda - Chapitre 964 : Le temps de succession - Chapitre 965 : Le nouveau modèle accélère                                 |                   |                   |                   |                   |
| 100(12) | 17 juillet 2012   | 978-4-06-384701-7 | 8 mars 2018       | 978-2-368-52628-6 |
| Liste des chapitres : - Chapitre 966 : Les combinaisons de Shiritori - Chapitre 967 : Pourquoi il parvient à le toucher - Chapitre 968 : La fierté de l'ancien modèle - Chapitre 969 : Le dernier tour de piste - Chapitre 970 : Zone rouge - Chapitre 971 : Obsolescence forcée - Chapitre 972 : La dignité d'un senpaï - Chapitre 973 : Gros problèmes - Chapitre 974 : Ne le laisse pas vivre, mais ne le tue pas non plus - Chapitre 975 : Ennui - Chapitre 976 : La boxe est un art martial                                                                                 |                   |                   |                   |                   |
| 101(13) | 17 octobre 2012   | 978-4-06-384746-8 | 12 avril 2018     | 978-2-368-52629-3 |
| Liste des chapitres : - Chapitre 977 : Tournant majeur - Chapitre 978 : Ça dépendra de mon adversaire - Chapitre 979 : Mon objectif - Chapitre 980 : Le sushi bar - Chapitre 981 : Le chant des sirènes de la scène mondiale - Chapitre 982 : Un pas vers la scène mondiale - Chapitre 983 : Les règles de Sendo - Chapitre 984 : Le loup en quête de gloire - Chapitre 985 : Le retour du croc blanc - Chapitre 986 : Le niveau mondial - Chapitre 987 : Le Loup, chassé - Chapitre 988 : Liberté ou épreuve                                                                    |                   |                   |                   |                   |
| 102(14) | 17 janvier 2013   | 978-4-06-384796-3 | 16 mai 2018       | 978-2-368-52630-9 |
| Liste des chapitres : - Chapitre 989 : Le lieu de trépas du loup solitaire - Chapitre 990 : Leurs forces - Chapitre 991 : Le retour de l'hirondelle - Chapitre 992 : Un combat de classe mondiale - Chapitre 993 : Échanges au niveau mondial - Chapitre 994 : Anticiper et réagir - Chapitre 995 : Une guerre d'information de haut niveau - Chapitre 996 : Vie et mort sur le ring - Chapitre 997 : La curiosité d'Eagle - Chapitre 998 : Échec et mat - Chapitre 999 : La seule chance - Chapitre 1000 : L'âme d'un loup                                                      |                   |                   |                   |                   |
| 103(15) | 17 mai 2013       | 978-4-06-384842-7 | 14 juin 2018      | 978-2-368-52631-6 |
| Liste des chapitres : - Chapitre 1001 : La charge du loup - Chapitre 1002 : Le croc régénéré - Chapitre 1003 : Brise-garde - Chapitre 1004 : Le destin du loup - Chapitre 1005 : Souvenirs - Chapitre 1006 : Le dernier combat du loup - Chapitre 1007 : La destination du croc blanc - Chapitre 1008 : Des camarades échauffés - Chapitre 1009 : Avant de conquérir le monde - Chapitre 1010 : Comment cuisiner facilement le poisson - Chapitre 1011 : Affaibli |                   |                   |                   |                   |
| 104(16) | 16 août 2013      | 978-4-06-394906-3 | 5 juillet 2018    | 978-2-368-52632-3 |
| Liste des chapitres : - Chapitre 1012 : Leur prochaine étape - Chapitre 1013 : Indubitablement prêt - Chapitre 1014 : L'homme qui connaît Ricardo Martinez - Chapitre 1015 : L'incarnation du machisme - Chapitre 1016 : Machisme contre sérieux - Chapitre 1017 : Plus qu'un simple numéro deux - Chapitre 1018 : Des signes de progrès - Chapitre 1019 : Rencontre sous tension - Chapitre 1020 : Ces mots - Chapitre 1021 : Les espoirs d'une nation |                   |                   |                   |                   |
| 105(17) | 15 novembre 2013  | 978-4-06-394961-2 | 23 août 2018      | 978-2-368-52633-0 |
| Liste des chapitres : - Chapitre 1022 : Un nouveau nom - Chapitre 1023 : Un différend toujours présent - Chapitre 1024 : Je te connais - Chapitre 1025 : Tant que j'ai les idées claires… - Chapitre 1026 : Marquage serré… - Chapitre 1027 : Visiblement inéluctable - Chapitre 1028 : L'héritier du trône - Chapitre 1029 : Le début d'une nouvelle ère - Chapitre 1030 : Témoin de l'histoire - Chapitre 1031 : Le défi du dieu du vent - Chapitre 1032 : Un dieu mexicain |                   |                   |                   |                   |
| 106(18) | 17 février 2014   | 978-4-06-395008-3 | 13 septembre 2018 | 978-2-368-52634-7 |
| Liste des chapitres : - Chapitre 1033 : Un gauche de mexicain - Chapitre 1034 : Pas à pas - Chapitre 1035 : Impressions après le premier contact - Chapitre 1036 : Les standards du niveau mondial - Chapitre 1037 : Ce qui le rend fort - Chapitre 1038 : Chercher à s'approcher - Chapitre 1039 : Esquiver et foncer - Chapitre 1040 : Que cache-t-il ? - Chapitre 1041 : La menace sur le monde - Chapitre 1042 : Comment gérer la deuxième flèche - Chapitre 1043 : Flèche pénétrante - Chapitre 1044 : Un match à super courte distance                                     |                   |                   |                   |                   |
| 107(19) | 17 juin 2014      | 978-4-06-395075-5 | 11 octobre 2018   | 978-2-368-52635-4 |
| Liste des chapitres : - Chapitre 1045 : Impression, confiance - Chapitre 1046 : Marcher vers la gloire - Chapitre 1047 : Une avancée agaçante - Chapitre 1048 : Un résultat inévitable - Chapitre 1049 : Hébétude - Chapitre 1050 : Au-delà des limites de la conscience - Chapitre 1051 : L'ennemi s'appelle confusion - Chapitre 1052 : Incapable d'atteindre le monde… - Chapitre 1053 : Essais et erreurs - Chapitre 1054 : Lever les scellées - Chapitre 1055 : La collision du dieu du vent - Chapitre 1056 : Le dieu de la mort s'approche                                |                   |                   |                   |                   |
| 108(20) | 17 septembre 2014 | 978-4-06-395185-1 | 15 novembre 2018  | 978-2-368-52636-1 |
| Liste des chapitres : - Chapitre 1057 : La faucheuse au bord de la folie - Chapitre 1058 : Quel est son arme finale ? - Chapitre 1059 : Le dieu du vent à pleine puissance - Chapitre 1060 : Le dieu du vent, impuissant - Chapitre 1061 : Choc cérébral - Chapitre 1062 : Sensation d'accomplissement - Chapitre 1063 : Tu as vu ? - Chapitre 1064 : Ce que j'ai vu - Chapitre 1065 : Un 7e round palpitant - Chapitre 1066 : Cherche la lumière - Chapitre 1067 : Les racines du doute - Chapitre 1068 : Le souhait du dieu du vent - Supplément spécial : J'ai un peu exagéré |                   |                   |                   |                   |
| 109(21) | 17 décembre 2014  | 978-4-06-395263-6 | 6 décembre 2018   | 978-2-368-52637-8 |
| Liste des chapitres : - Chapitre 1069 : Néant - Chapitre 1070 : Deuxième défaite - Chapitre 1071 : La certitude de Gonzales - Chapitre 1072 : Le soir de Gonzales - Chapitre 1073 : Avant le retour - Chapitre 1074 : Les mots d'encouragement d'un senpai - Chapitre 1075 : Des paroles déterminées - Chapitre 1076 : Prise de conscience - Chapitre 1077 : Retour à la case départ - Chapitre 1078 : Des sommets jamais atteints - Chapitre 1079 : Ligne |                   |                   |                   |                   |

### Saison 6: The Fighting
| no | Japonais          | Japonais          | Français         | Français          |
| no | Date de sortie    | ISBN              | Date de sortie   | ISBN              |
| --- | ----------------- | ----------------- | ---------------- | ----------------- |
| 110(1) | 17 avril 2015     | 978-4-06-395372-5 | 10 octobre 2019  | 978-2-368-52798-6 |
| Liste des chapitres : - Chapitre 1080 : Pas le temps d'hésiter - Chapitre 1081 : Le tigre et la faucheuse dans la même pièce - Chapitre 1082 : Qui est l'ennemi de la faucheuse ? - Chapitre 1083 : La grande faucheuse s'enlise - Chapitre 1084 : Les lances tueuses - Chapitre 1085 : Combat suivant - Chapitre 1086 : Le tigre chasseur de mexicains - Chapitre 1087 : Le tigre préhistorique - Chapitre 1088 : La faiblesse du tigre à dents de sabre - Chapitre 1089 : La véritable arme de Sendo - Chapitre 1090 : L'enfer des poings de Sendo                                                                                          |                   |                   |                  |                   |
| 111(2) | 17 septembre 2015 | 978-4-06-395463-0 | 5 décembre 2019  | 978-2-368-52799-3 |
| Liste des chapitres : - Chapitre 1091 : Le style du Tigre - Chapitre 1092 : Qui sera sa prochaine proie ? - Chapitre 1093 : Conditionnement mental - Chapitre 1094 : Le faucon et le bison - Chapitre 1095 : L'affrontement des bêtes - Chapitre 1096 : Les tactiques de Bison - Chapitre 1097 : L'arme de Bison - Chapitre 1098 : Le choix du faucon - Chapitre 1099 : Les pensées de Bison - Chapitre 1100 : La vraie force du bison - Chapitre 1101 : Imiter Bison - Chapitre 1102 : L'original contre la copie |                   |                   |                  |                   |
| 112(3) | 17 novembre 2015  | 978-4-06-395570-5 | 20 février 2020  | 978-2-368-52800-6 |
| Liste des chapitres : - Chapitre 1103 : Un homme de conviction - Chapitre 1104 : L'expert en contrefaçon - Chapitre 1105 : Ceux qui soutiennent le faucon - Chapitre 1106 : Il peut tout faire - Chapitre 1107 : En plein milieu du ring - Chapitre 1108 : Deux champions en équilibre - Chapitre 1109 : L'homme qui valait 20 sur 20 - Chapitre 1110 : L'homme qui valait un million - Chapitre 1111 : Guerre totale - Chapitre 1112 : Un coup inattendu - Chapitre 1113 : Faiblesse |                   |                   |                  |                   |
| 113(4) | 17 mars 2016      | 978-4-06-395579-8 | 20 août 2020     | 978-2-368-52801-3 |
| Liste des chapitres : - Chapitre 1114 : Infusion de volonté - Chapitre 1115 : Nuit de fureur - Chapitre 1116 : Le rêve du faucon - Chapitre 1117 : Je ne le permettrai pas - Chapitre 1118 : L'appel du faucon - Chapitre 1119 : Takamura Mamoru peut… - Chapitre 1120 : La naissance d'un conquérant ! - Chapitre 1121 : Tout-puissant - Chapitre 1122 : Le faucon auréolé de gloire - Chapitre 1123 : Impressions et prémonitions - Chapitre 1124 : Un regard résolu - Chapitre 1125 : La parade du roi |                   |                   |                  |                   |
| 114(5) | 17 juin 2016      | 978-4-06-395687-0 | 12 novembre 2020 | 978-2-368-52802-0 |
| Liste des chapitres : - Chapitre 1126 : Entrainement mental - Chapitre 1127 : Par delà le regard du dieu de la foudre - Chapitre 1128 : Le script de ta vie - Chapitre 1129 : Vous voulez pas venir vivre chez moi ? - Chapitre 1130 : Le poing d'Ippo - Chapitre 1131 : La forme d'un poing - Chapitre 1132 : Le poing de la trahison - Chapitre 1133 : Les poings du prodige - Chapitre 1134 : Une nouvelle arme - Chapitre 1135 : La corne - Chapitre 1136 : Sur le fil du rasoir |                   |                   |                  |                   |
| 115(6) | 16 septembre 2016 | 978-4-06-395762-4 | 11 février 2021  | 978-2-368-52803-7 |
| Liste des chapitres : - Chapitre 1137 : Futur champion - Chapitre 1138 : Plein de grenouilles différentes - Chapitre 1139 : L'heure de la traque - Chapitre 1140 : Iga contre Oushima - Chapitre 1141 : Le talent du prince - Chapitre 1142 : L'agacement d'Iga - Chapitre 1143 : L'idéal - Chapitre 1144 : À la recherche d'un nouveau départ - Chapitre 1145 : La germination d'une nouvelle attaque - Chapitre 1146 : Les premiers cris d'un nouveau modèle - Chapitre 1147 : Une nouvelle orbite |                   |                   |                  |                   |
| 116(7) | 16 décembre 2016  | 978-4-06-395832-4 | 8 avril 2021     | 978-2-368-52804-4 |
| Liste des chapitres : - Chapitre 1148 : Le forgeage - Chapitre 1149 : Entraînement pour une offensive soutenue - Chapitre 1150 : Là où se trouvent les puissants - Chapitre 1151 : La responsabilité d'Ippo - Chapitre 1152 : La déchéance de l'ancien champion - Chapitre 1153 : Soupçon de tragédie - Chapitre 1154 : La ligne sur le papier - Chapitre 1155 : A la boutique sur la plage - Chapitre 1156 : Au fil de toute une vie - Chapitre 1157 : Magie - Chapitre 1158 : Partie de bowling - Chapitre 1159 : Plan de renforcement |                   |                   |                  |                   |
| 117(8) | 17 avril 2017     | 978-4-06-395902-4 | 10 juin 2021     | 978-2-368-52805-1 |
| Liste des chapitres : - Chapitre 1160 : Nagumo contre… - Chapitre 1161 : Le ciel s'éclaircit - Chapitre 1162 : Marcher sur la lune - Chapitre 1163 : Transformation - Chapitre 1164 : Le retour ! - Chapitre 1165 : Compté jusqu'à 10 - Chapitre 1166 : Allons-Y ! - Chapitre 1167 : La chair et le sang - Chapitre 1168 : Imagine - Chapitre 1169 : Question - Chapitre 1170 : Rythme |                   |                   |                  |                   |
| 118(9) | 14 juillet 2017   | 978-4-06-510087-5 | 19 août 2021     | 978-2-368-52806-8 |
| Liste des chapitres : - Chapitre 1171 : Au-delà d'un peu plus loin - Chapitre 1172 : À la poursuite de ce qui ce passera - Chapitre 1173 : Extraordinaire - Chapitre 1174 : Les gauchers - Chapitre 1175 : Une espèce rare - Chapitre 1176 : Le sermon du coach - Chapitre 1177 : La nuit avant la bataille - Chapitre 1178 : L'audience - Chapitre 1179 : Le ring de son retour - Chapitre 1180 : La bataille du gaucher - Chapitre 1181 : Charge - Chapitre 1182 : Poursuite |                   |                   |                  |                   |
| 119(10) | 17 novembre 2017  | 978-4-06-510246-6 | 14 octobre 2021  | 978-2-368-52807-5 |
| Liste des chapitres : - Chapitre 1183 : Premier coup - Chapitre 1184 : Le rocher - Chapitre 1185 : Exprimer sa reconnaissance - Chapitre 1186 : La décision de Guevara - Chapitre 1187 : Accélération - Chapitre 1188 : Tempête mortelle - Chapitre 1189 : Le mur invisible - Chapitre 1190 : Vent rugissant - Chapitre 1191 : Déclaration - Chapitre 1192 : Entrecroisement - Chapitre 1193 : Combat à bout portant - Chapitre 1194 : Impatience - Chapitre 1195 : Le combat |                   |                   |                  |                   |
| 120(11) | 16 mars 2018      | 978-4-06-511076-8 | 9 décembre 2021  | 978-2-368-52808-2 |
| Liste des chapitres : - Chapitre 1196 : Le Dieu du vent meurtri - Chapitre 1197 : Effondrement - Chapitre 1198 : Lueur d'espoir - Chapitre 1199 : Au bord de la mort - Chapitre 1200 : Mort subite - Chapitre 1201 : Du fond du cœur - Chapitre 1202 : La conclusion - Chapitre 1203 : Sombre nuit - Chapitre 1204 : Le faucon solitaire - Chapitre 1205 : Ouverture du rideau sur la nuit - Chapitre 1206 : Sur le chemin du retour - Chapitre 1207 : Dans le futon |                   |                   |                  |                   |
| 121(12) | 17 mai 2018       | 978-4-06-511417-9 | 10 février 2022  | 978-2-368-52809-9 |
| Liste des chapitres : - Chapitre 1208 : Les feuilles d'arbre - Chapitre 1209 : Flashback - Chapitre 1210 : Celui qui sort du ring - Chapitre 1211 : Professionnel - Chapitre 1212 : Je vais prendre soin de lui - Chapitre 1213 : Avec fierté - Chapitre 1214 : Ange et démon - Chapitre 1215 : Devant une mer calme - Chapitre 1216 : Dododo - Chapitre 1217 : Offrande - Chapitre 1218 : Bâtir sa légende |                   |                   |                  |                   |
| 122(13) | 17 août 2018      | 978-4-06-511799-6 | 14 avril 2022    | 978-2-380-71270-4 |
| Liste des chapitres : - Chapitre 1219 : L'homme qu'on appelle Hayami Ryuchi - Chapitre 1220 : Shoryu - Chapitre 1221 : La blessure du dragon - Chapitre 1222 : Le tabouret volant ! - Chapitre 1223 : Ippo le second - Chapitre 1224 : Le second rôle - Chapitre 1225 : Maman - Chapitre 1226 : Le travail de second - Chapitre 1227 : Frapper la terre de ses mains - Chapitre 1228 : L'éclosion d'un génie - Chapitre 1229 : Tu es fort ! |                   |                   |                  |                   |
| 123(14) | 16 novembre 2018  | 978-4-06-513251-7 | 9 juin 2022      | 978-2-380-71271-1 |
| Liste des chapitres : - Chapitre 1230 : Quelque chose cloche - Chapitre 1231 : La déchéance d'un pro - Chapitre 1232 : La ferme ! - Chapitre 1233 : Où aller ? - Chapitre 1234 : Temps parfait pour la pêche - Chapitre 1235 : Au travail - Chapitre 1236 : Une rencontre inattendue - Chapitre 1237 : Excuses - Chapitre 1238 : Une épreuve qui tombe de l'arbre - Chapitre 1239 : Ce qu'il y a dans la main - Chapitre 1240 : En tête à tête |                   |                   |                  |                   |
| 124(15) | 15 mars 2019      | 978-4-06-514127-4 | 18 août 2022     | 978-2-380-71272-8 |
| Liste des chapitres : - Chapitre 1241 : Famille - Chapitre 1242 : Tempête - Chapitre 1243 : Trahison - Chapitre 1244 : Se rendre à la police - Chapitre 1245 : Le poing d'Ippo - Chapitre 1246 : Châtiment - Chapitre 1247 : Lumière - Chapitre 1248 : La famille Aoki - Chapitre 1249 : Hagechu et moi - Chapitre 1250 : La classe des poids plume - Chapitre 1251 : La personne la plus importante au monde |                   |                   |                  |                   |
| 125(16) | 17 juillet 2019   | 978-4-06-515079-5 | 13 octobre 2022  | 978-2-380-71273-5 |
| Liste des chapitres : - Chapitre 1252 : La lignée du dieu de la mort - Chapitre 1253 : Les trois points faibles - Chapitre 1254 : La méthode du dieu de la mort - Chapitre 1255 : Iga contre-attaque !? - Chapitre 1256 : Emotions sur OFF - Chapitre 1257 : La méthode d'entraînement de kurita - Chapitre 1258 : Le dragon fish blow révélé ! - Chapitre 1259 : Le vrai point faible - Chapitre 1260 : Bordel, je suis.. - Chapitre 1261 : Surpasse tes faiblesses ! - Chapitre 1262 : À une près... - Chapitre 1263 : Leçons oubliées |                   |                   |                  |                   |
| 126(17) | 17 octobre 2019   | 978-4-06-517210-0 | 8 décembre 2022  | 978-2-380-71274-2 |
| Liste des chapitres : - Chapitre 1264 : Le balancement silencieux du sac de frappe - Chapitre 1265 : La vraie force de Goat - Chapitre 1266 : L'obstacle vers la scène mondiale - Chapitre 1267 : Juste là ! - Chapitre 1268 : Une grande proclamation, en route pour les super-moyens ! - Chapitre 1269 : De retour ! - Chapitre 1270 : Numérotation - Chapitre 1271 : Je peux mourir...! - Chapitre 1272 : Espagnol au Mexique - Chapitre 1273 : Le héros des poids lourd junior - Chapitre 1274 : Le champion et le Tigre |                   |                   |                  |                   |
| 127(18) | 17 février 2020   | 978-4-06-518456-1 | 9 février 2023   | 978-2-380-71476-0 |
| Liste des chapitres : - Chapitre 1275 : Pourquoi il est invaincu... - Chapitre 1276 : Laisse moi te le demander une fois de plus - Chapitre 1277 : Tournoi de sparring - Chapitre 1278 : Un retour insatisfait - Chapitre 1279 : Un spar sur le toit - Chapitre 1280 : La statue de Takamura a vu ça.. - Chapitre 1281 : Factorisation - Chapitre 1282 : Le problème de Kimura - Chapitre 1283 : Un kilogramme de plus - Chapitre 1284 : La pesée de la mort - Chapitre 1285 : La stratégie du dragon-fish kamikaze |                   |                   |                  |                   |
| 128(19) | 17 juin 2020      | 978-4-06-519177-4 | 8 juin 2023      | 978-2-380-71493-7 |
| Liste des chapitres : - Chapitre 1286 : Ah ! - Chapitre 1287 : Les 20 dernières secondes - Chapitre 1288 : Le plan fondé sur ton expérience - Chapitre 1289 : Dragon Fish ou Fish Dragon ? - Chapitre 1290 : C'était pareil pour moi - Chapitre 1291 : Si ça arrivait... - Chapitre 1292 : En route pour le Mexique, Ippo ! - Chapitre 1293 : À la conférence de presse - Chapitre 1294 : La meilleure préparation finale qu'il pouvait avoir - Chapitre 1295 : La Faucheuse prend la main - Chapitre 1296 : Quelqu'un en qui je crois |                   |                   |                  |                   |
| 129(20) | 17 novembre 2020  | 978-4-06-521304-9 | 17 août 2023     | 978-2-380-71513-2 |
| Liste des chapitres : - Chapitre 1297 : Utilise tes tripes ! - Chapitre 1298 : Une déclaration à l'univers - Chapitre 1299 : L'origine de Sendô - Chapitre 1300 : Retrouver "l'exaltation" - Chapitre 1301 : Le pari de Yanaoka - Chapitre 1302 : Le tigre est épuisé - Chapitre 1303 : Un véritable ami au Mexique - Chapitre 1304 : Ne te refroidis pas ! - Chapitre 1305 : Le tigre courageux - Chapitre 1306 : Le tigre blessé - Chapitre 1307 : ¡Ganador! |                   |                   |                  |                   |
| 130(21) | 17 mars 2021      | 978-4-06-522652-0 | 12 octobre 2023  | 978-2-380-71528-6 |
| Liste des chapitres : - Chapitre 1308 : Une défaite élégante - Chapitre 1309 : La formule magique - Chapitre 1310 : Le premier coup - Chapitre 1311 : Chacun son style - Chapitre 1312 : Je ne suis pas un dieu - Chapitre 1313 : Les attentes de Ricardo - Chapitre 1314 : S'il vous plait... Que quelqu'un... - Chapitre 1315 : Adios... - Chapitre 1316 : De retour au Japon - Chapitre 1317 : Le secret des pattes d'ours - Chapitre 1318 : L'homme venu de Manhattan - Chapitre 1319 : Les conditions pour devenir un champion |                   |                   |                  |                   |
| 131(22) | 17 juin 2021      | 978-4-06-523576-8 | 7 décembre 2023  | 978-2-380-71541-5 |
| Liste des chapitres : - Chapitre 1320 : Les raisons de Takamura - Chapitre 1321 : Ce dos si bavard - Chapitre 1322 : Le quota de chance ? - Chapitre 1323 : Une très mauvaise nouvelle - Chapitre 1324 : Qu'est-ce qu'un miracle ? - Chapitre 1325 : Demain, la rencontre du Dragon - Chapitre 1326 : Le roi de l'autre monde - Chapitre 1327 : Ouverture de rideau - Chapitre 1328 : Ne sens-tu pas ce vent ? - Chapitre 1329 : S'en remettre à Dieu - Chapitre 1330 : Le soir avant le combat décisif |                   |                   |                  |                   |
| 132(23) | 17 septembre 2021 | 978-4-06-524835-5 | 8 février 2024   | 978-2-380-71558-3 |
| Liste des chapitres : - Chapitre 1331 : Vers les terres sauvages inhabitées - Chapitre 1332 : Cette promesse - Chapitre 1333 : Sommes-nous connectés ? - Chapitre 1334 : La cérémonie d'ouverture - Chapitre 1335 : Dès le départ - Chapitre 1336 : Pourquoi ça s'appelle super-moyens - Chapitre 1337 : Un mauvais pressentiment - Chapitre 1338 : L'origine du mauvais pressentiment - Chapitre 1339 : Débordement - Chapitre 1340 : Un faucon volant dans les cieux - Chapitre 1341 : Je suis vraiment trop fort - Chapitre 1342 : Le contre du champion                                                                                   |                   |                   |                  |                   |
| 133(24) | 17 décembre 2021  | 978-4-06-526282-5 | 11 avril 2024    | 979-1-042-01405-6 |
| Liste des chapitres : - Chapitre 1343 : God's Divine Protection - Chapitre 1344 : L'atout - Chapitre 1345 : Deux cœurs, un poing - Chapitre 1346 : Laisse glisser - Chapitre 1347 : Dans ce poing - Chapitre 1348 : Le secret derrière le swing du gauche - Chapitre 1349 : Après la violente bataille - Chapitre 1350 : Le dos de Keith - Chapitre 1351 : La génération Makunouchi - Chapitre 1352 : Fête d'encouragement - Chapitre 1353 : Les Mashiba |                   |                   |                  |                   |
| 134(25) | 17 mars 2022      | 978-4-06-527275-6 | 13 juin 2024     | 979-1-042-01428-5 |
| Liste des chapitres : - Chapitre 1354 : Mister One-Round - Chapitre 1355 : Un combat de force - Chapitre 1356 : Avance, recule, recommence - Chapitre 1357 : Comparaison d'endurance - Chapitre 1358 : L'adversaire inattendu - Chapitre 1359 : Le soleil au royaume du sud - Chapitre 1360 : Une discussion avec Vorg - Chapitre 1361 : Le chagrin de la Faucheuse - Chapitre 1362 : Avant le combat préliminaire pour le monde - Chapitre 1363 : Le combat préliminaire pour le titre mondial de Mashiba - Chapitre 1364 : La vraie force de Garcia - Chapitre 1365 : Techniques de niveau mondial - Chapitre 1366 : Chuchotement du diable |                   |                   |                  |                   |
| 135(26) | 15 juillet 2022   | 978-4-06-528774-3 | 14 août 2024     | 979-1-042-01448-3 |
| Liste des chapitres : - Chapitre 1367 : Qu'est-ce que j'entends ? - Chapitre 1368 : La cible de Mashiba - Chapitre 1369 : 50-50 - Chapitre 1370 : Le mur du niveau mondial - Chapitre 1371 : Conseil - Chapitre 1372 : Le choix de Mashiba - Chapitre 1373 : Je ne l'accepterai pas - Chapitre 1374 : Je le réalise - Chapitre 1375 : Le jour où le monde l'a accepté - Chapitre 1376 : Sprint sur la berge - Chapitre 1377 : Frères disciples - Chapitre 1378 : Ce qui le guide - Chapitre 1379 : Ce que je peux faire maintenant |                   |                   |                  |                   |
| 136(27) | 17 novembre 2022  | 978-4-06-529638-7 | 17 octobre 2024  | 979-1-04-201467-4 |
| Liste des chapitres : - Chapitre 1380 : Le soleil - Chapitre 1381 : Retour au Mexique - Chapitre 1382 : Retrouvailles - Chapitre 1383 : L'évolution de Wally - Chapitre 1384 : Niveau de vigilance - Chapitre 1385 : Lui rendre la pareille au maximum ! - Chapitre 1386 : Sendô VS Vorg ? - Chapitre 1387 : Ce qui est accroché à lui - Chapitre 1388 : Comme il est - Chapitre 1389 : Une proposition soudaine - Chapitre 1390 : Le problème de Vorg - Chapitre 1391 : La cause de sa colère - Chapitre 1392 : α et Ω |                   |                   |                  |                   |
| 137(28) | 16 mars 2023      | 978-4-06-530922-3 | 5 décembre 2024  | 979-1-04-201485-8 |
| Liste des chapitres : - Chapitre 1393 : Le challenger pur - Chapitre 1394 : Dans tous les sens - Chapitre 1395 : Wally prend l'initiative ! - Chapitre 1396 : Une boxe inconnue - Chapitre 1397 : Le choix de Ricardo - Chapitre 1398 : Comme a pointe d'une épée - Chapitre 1399 : Les enseignements du démon - Chapitre 1400 : Le héros primordial - Chapitre 1401 : Un guerrier qui connaît les grands océans - Chapitre 1402 : L'écart entre leurs camps - Chapitre 1403 : L'ultime limite des fondamentaux - Chapitre 1404 : La contre-attaque du champion - Chapitre 1405 : Manuel                                                      |                   |                   |                  |                   |
| 138(29) | 14 juillet 2023   | 978-4-06-532178-2 | —                |                   |
| Liste des chapitres : - Chapitre 1406 : Le joker final - Chapitre 1407 : Faisons parler nos poings - Chapitre 1408 : Le pur - Chapitre 1409 : Mon dernier soleil - Chapitre 1410 : La fin du combat mortel - Chapitre 1411 : Les deux gagnants - Chapitre 1412 : Le chien chasse, le chat est chassé - Chapitre 1413 : Les retombées de la bataille enflammée - Chapitre 1414 : Les cadeaux du Mexique - Chapitre 1415 : Ouvrir les oreilles ! - Chapitre 1416 : Changement de décor - Chapitre 1417 : Il n'y a que moi - Chapitre 1418 : Marcus Rosario                                                                                      |                   |                   |                  |                   |
| 139(30) | 16 novembre 2023  | 978-4-06-533516-1 | —                |                   |
| Liste des chapitres : - Chapitre 1419 : Vite, écraser ce type - Chapitre 1420 : Ce soir !! - Chapitre 1421 : Le trio - Chapitre 1422 : Celui qui ne l'accepte pas - Chapitre 1423 : La soif du tigre - Chapitre 1424 : Bête contre bête - Chapitre 1425 : L'arme secrète - Chapitre 1426 : La sensation du champion - Chapitre 1427 : Confiance - Chapitre 1428 : Résolution ? - Chapitre 1429 : On va voir l'océan ? |                   |                   |                  |                   |
| 140(31) | 16 février 2024   | 978-4-06-534556-6 | —                |                   |
| Liste des chapitres : - Chapitre 1430 : Les deux sans destination - Chapitre 1431 : Le rêve de la Faucheuse - Chapitre 1432 : Le partenaire idéal - Chapitre 1433 : Devenir gaucher !? - Chapitre 1434 : Je ne suis pas confiant - Chapitre 1435 : Son partenaire de sparring est gaucher - Chapitre 1436 : Comme je l'imaginais - Chapitre 1437 : Copie parfaite - Chapitre 1438 : Stratégie de combat pour le titre - Chapitre 1439 : Le sparring parfait - Chapitre 1440 : Pourquoi ne pas juste lui dire ? - Chapitre 1441 : L'explosion d'Itagaki - Chapitre 1442 : Là où vont les flammes                                               |                   |                   |                  |                   |
| 141(32) | 17 juillet 2024   | 978-4-06-536158-0 | —                |                   |
| Liste des chapitres : - Chapitre 1443 : La flamme s'éteint - Chapitre 1444 : Tumulte - Chapitre 1445 : Le champion a disparu - Chapitre 1446 : Rosario arrive au Japon - Chapitre 1447 : Le champion tordu - Chapitre 1448 : La veille, les encouragements - Chapitre 1449 : Le plus grand encouragement - Chapitre 1450 : Rosario en mode combat - Chapitre 1451 : La faucheuse descend à Yokohama - Chapitre 1452 : La première attaque de la faucheuse - Chapitre 1453 : Comme vous pouvez le voir - Chapitre 1454 : Un premier round chauffé à blanc - Chapitre 1455 : Plus que prévu                                                     |                   |                   |                  |                   |
| 142(33) | 17 décembre 2024  | 978-4-06-537776-5 | —                |                   |
| Liste des chapitres : - Chapitre 1456 : Le pied d'appui du champion - Chapitre 1457 : Pas la première fois - Chapitre 1458 : Scander Mashiba - Chapitre 1459 : Une invitation malicieuse - Chapitre 1460 : La portée du Diable - Chapitre 1461 : Assaut - Chapitre 1462 : Coupe de cheveux - Chapitre 1463 : Tête et Poing - Chapitre 1464 : Impardonnable - Chapitre 1465 : Œil gauche - Chapitre 1466 : Combat Difficile - Chapitre 1467 : La véritable nature de Mashiba - Chapitre 1468 : La preuve - Chapitre 1469 : Le chemin vers la victoire                                                                                          |                   |                   |                  |                   |
| 143(34) | 16 avril 2025     | 978-4-06-539043-6 | —                |                   |
| Liste des chapitres : - Chapitre 1470 : Un sombre présage - Chapitre 1471 : Frappe éclair - Chapitre 1472 : Accumulation - Chapitre 1473 : Celui qui te fait face - Chapitre 1474 : Corps-à-corps - Chapitre 1475 : Fondations - Chapitre 1476 : Finis-le - Chapitre 1477 : La limite - Chapitre 1478 : Ce que j'ai toujours dit - Chapitre 1479 : Petite sœur - Chapitre 1480 : Le coup final - Chapitre 1481 : Touche - Chapitre 1482 : Conclusion résonnante |                   |                   |                  |                   |
| 144(35) | 12 août 2025      | 978-4-06-540364-8 | —                |                   |
| Liste des chapitres : - Chapitre 1483 : Les intermédiaires - Chapitre 1484 : Saison des pluies à Naniwa - Chapitre 1485 : Rencontre éphémère - Chapitre 1486 : Style idéal - Chapitre 1487 : Œil observateur - Chapitre 1488 : La meilleure condition - Chapitre 1489 : Ticket chanceux - Chapitre 1490 : Sparring chauffé à blanc - Chapitre 1491 : Inflexible - Chapitre 1492 : Mauvais calcul - Chapitre 1493 : Caprice |                   |                   |                  |                   |
| — |                   |                   |                  |                   |
| Liste des chapitres : - Chapitre 1494 : Une entrée silencieuse sur le ring - Chapitre 1495 : Le siège d'été d'Osaka - Chapitre 1496 : Initiative - Chapitre 1497 : Un poing fulgurant - Chapitre 1498 : Domptage - Chapitre 1499 : À pleines dents - Chapitre 1500 : Impact |                   |                   |                  |                   |

### Kōdansha
1. 1 2  Tome 1
2. 1 2  Tome 2
3. 1 2  Tome 3
4. 1 2  Tome 4
5. 1 2  Tome 5
6. 1 2  Tome 6
7. 1 2  Tome 7
8. 1 2  Tome 8
9. 1 2  Tome 9
10. 1 2  Tome 10
11. 1 2  Tome 11
12. 1 2  Tome 12
13. 1 2  Tome 13
14. 1 2  Tome 14
15. 1 2  Tome 15
16. 1 2  Tome 16
17. 1 2  Tome 17
18. 1 2  Tome 18
19. 1 2  Tome 19
20. 1 2  Tome 20
21. 1 2  Tome 21
22. 1 2  Tome 22
23. 1 2  Tome 23
24. 1 2  Tome 24
25. 1 2  Tome 25
26. 1 2  Tome 26
27. 1 2  Tome 27
28. 1 2  Tome 28
29. 1 2  Tome 29
30. 1 2  Tome 30
31. 1 2  Tome 31
32. 1 2  Tome 32
33. 1 2  Tome 33
34. 1 2  Tome 34
35. 1 2  Tome 35
36. 1 2  Tome 36
37. 1 2  Tome 37
38. 1 2  Tome 38
39. 1 2  Tome 39
40. 1 2  Tome 40
41. 1 2  Tome 41
42. 1 2  Tome 42
43. 1 2  Tome 43
44. 1 2  Tome 44
45. 1 2  Tome 45
46. 1 2  Tome 46
47. 1 2  Tome 47
48. 1 2  Tome 48
49. 1 2  Tome 49
50. 1 2  Tome 50
51. 1 2  Tome 51
52. 1 2  Tome 52
53. 1 2  Tome 53
54. 1 2  Tome 54
55. 1 2  Tome 55
56. 1 2  Tome 56
57. 1 2  Tome 57
58. 1 2  Tome 58
59. 1 2  Tome 59
60. 1 2  Tome 60
61. 1 2  Tome 61
62. 1 2  Tome 62
63. 1 2  Tome 63
64. 1 2  Tome 64
65. 1 2  Tome 65
66. 1 2  Tome 66
67. 1 2  Tome 67
68. 1 2  Tome 68
69. 1 2  Tome 69
70. 1 2  Tome 70
71. 1 2  Tome 71
72. 1 2  Tome 72
73. 1 2  Tome 73
74. 1 2  Tome 74
75. 1 2  Tome 75
76. 1 2  Tome 76
77. 1 2  Tome 77
78. 1 2  Tome 78
79. 1 2  Tome 79
80. 1 2  Tome 80
81. 1 2  Tome 81
82. 1 2  Tome 82
83. 1 2  Tome 83
84. 1 2  Tome 84
85. 1 2  Tome 85
86. 1 2  Tome 86
87. 1 2  Tome 87
88. 1 2  Tome 88
89. 1 2  Tome 89
90. 1 2  Tome 90
91. 1 2  Tome 91
92. 1 2  Tome 92
93. 1 2  Tome 93
94. 1 2  Tome 94
95. 1 2  Tome 95
96. 1 2  Tome 96
97. 1 2  Tome 97
98. 1 2  Tome 98
99. 1 2  Tome 99
100. 1 2  Tome 100
101. 1 2  Tome 101
102. 1 2  Tome 102
103. 1 2  Tome 103
104. 1 2  Tome 104
105. 1 2  Tome 105
106. 1 2  Tome 106
107. 1 2  Tome 107
108. 1 2  Tome 108
109. 1 2  Tome 109
110. 1 2  Tome 110
111. 1 2  Tome 111
112. 1 2  Tome 112
113. 1 2  Tome 113
114. 1 2  Tome 114
115. 1 2  Tome 115
116. 1 2  Tome 116
117. 1 2  Tome 117
118. 1 2  Tome 118
119. 1 2  Tome 119
120. 1 2  Tome 120
121. 1 2  Tome 121
122. 1 2  Tome 122
123. 1 2  Tome 123
124. 1 2  Tome 124
125. 1 2  Tome 125
126. 1 2  Tome 126
127. 1 2  Tome 127
128. 1 2  Tome 128
129. 1 2  Tome 129
130. 1 2  Tome 130
131. 1 2  Tome 131
132. 1 2  Tome 132
133. 1 2  Tome 133
134. 1 2  Tome 134
135. 1 2  Tome 135
136. 1 2  Tome 136
137. 1 2  Tome 137
138. 1 2  Tome 138
139. 1 2  Tome 139
140. 1 2  Tome 140
141. 1 2  Tome 141
142. 1 2  Tome 142
143. 1 2  Tome 143
144. 1 2  Tome 144

### Kurokawa
1. 1 2  Tome 1
2. 1 2  Tome 2
3. 1 2  Tome 3
4. 1 2  Tome 4
5. 1 2  Tome 5
6. 1 2  Tome 6
7. 1 2  Tome 7
8. 1 2  Tome 8
9. 1 2  Tome 9
10. 1 2  Tome 10
11. 1 2  Tome 11
12. 1 2  Tome 12
13. 1 2  Tome 13
14. 1 2  Tome 14
15. 1 2  Tome 15
16. 1 2  Tome 16
17. 1 2  Tome 17
18. 1 2  Tome 18
19. 1 2  Tome 19
20. 1 2  Tome 20
21. 1 2  Tome 21
22. 1 2  Tome 22
23. 1 2  Tome 23
24. 1 2  Tome 24
25. 1 2  Tome 25
26. 1 2  Tome 26
27. 1 2  Tome 27
28. 1 2  Tome 28
29. 1 2  Tome 29
30. 1 2  Tome 30
31. 1 2  Tome 31
32. 1 2  Tome 32
33. 1 2  Tome 33
34. 1 2  Tome 34
35. 1 2  Tome 35
36. 1 2  Tome 36
37. 1 2  Tome 37
38. 1 2  Tome 38
39. 1 2  Tome 39
40. 1 2  Tome 40
41. 1 2  Tome 41
42. 1 2  Tome 42
43. 1 2  Tome 43
44. 1 2  Tome 44
45. 1 2  Tome 45
46. 1 2  Tome 46
47. 1 2  Tome 47
48. 1 2  Tome 48
49. 1 2  Tome 49
50. 1 2  Tome 50
51. 1 2  Tome 51
52. 1 2  Tome 52
53. 1 2  Tome 53
54. 1 2  Tome 54
55. 1 2  Tome 55
56. 1 2  Tome 56
57. 1 2  Tome 57
58. 1 2  Tome 58
59. 1 2  Tome 59
60. 1 2  Tome 60
61. 1 2  Tome 61
62. 1 2  Tome 62
63. 1 2  Tome 63
64. 1 2  Tome 64
65. 1 2  Tome 65
66. 1 2  Tome 66
67. 1 2  Tome 67
68. 1 2  Tome 68
69. 1 2  Tome 69
70. 1 2  Tome 70
71. 1 2  Tome 71
72. 1 2  Tome 72
73. 1 2  Tome 73
74. 1 2  Tome 74
75. 1 2  Tome 75
76. 1 2  Tome 76
77. 1 2  Tome 77
78. 1 2  Tome 78
79. 1 2  Tome 79
80. 1 2  Tome 80
81. 1 2  Tome 81
82. 1 2  Tome 82
83. 1 2  Tome 83
84. 1 2  Tome 84
85. 1 2  Tome 85
86. 1 2  Tome 86
87. 1 2  Tome 87
88. 1 2  Tome 88
89. 1 2  Tome 89
90. 1 2  Tome 90
91. 1 2  Tome 91
92. 1 2  Tome 92
93. 1 2  Tome 93
94. 1 2  Tome 94
95. 1 2  Tome 95
96. 1 2  Tome 96
97. 1 2  Tome 94
98. 1 2  Tome 98
99. 1 2  Tome 99
100. 1 2  Tome 100
101. 1 2  Tome 101
102. 1 2  Tome 102
103. 1 2  Tome 103
104. 1 2  Tome 104
105. 1 2  Tome 105
106. 1 2  Tome 106
107. 1 2  Tome 107
108. 1 2  Tome 108
109. 1 2  Tome 109
110. 1 2  Tome 110
111. 1 2  Tome 111
112. 1 2  Tome 112
113. 1 2  Tome 113
114. 1 2  Tome 114
115. 1 2  Tome 115
116. 1 2  Tome 116
117. 1 2  Tome 117
118. 1 2  Tome 118
119. 1 2  Tome 119
120. 1 2  Tome 120
121. 1 2  Tome 121
122. 1 2  Tome 122
123. 1 2  Tome 123
124. 1 2  Tome 124
125. 1 2  Tome 125
126. 1 2  Tome 126
127. 1 2  Tome 127
128. 1 2  Tome 128
129. 1 2  Tome 129
130. 1 2  Tome 130
131. 1 2  Tome 131
132. 1 2  Tome 132
133. 1 2  Tome 133
134. 1 2  Tome 134
135. 1 2  Tome 135
136. 1 2  Tome 136
137. 1 2  Tome 137